# Johnny Cash
John R. Cash (nascido J.R. Cash; Kingsland, 26 de fevereiro de 1932 – Nashville, 12 de setembro de 2003) foi um cantor e compositor country americano. A maior parte da música de Cash continha temas de tristeza, tribulação moral e redenção, especialmente nos estágios posteriores de sua carreira. Ele era conhecido por sua voz profunda e calma de baixo-barítono, o som distinto de sua banda de apoio do Tennessee Three, caracterizado por ritmos de guitarra vibrantes, uma rebeldia juntamente com um comportamento cada vez mais sombrio e humilde, concertos gratuitos na prisão, e um guarda-roupa de palco todo preto, que lhe rendeu o apelido de "Homem de Preto".
Nascido em uma família pobre de produtores de algodão em Kingsland, Arkansas, Cash alcançou a fama em meados da década de 1950 na florescente cena rockabilly em Memphis, Tennessee, depois de servir quatro anos na Força Aérea. Ele tradicionalmente começava seus shows simplesmente se apresentando, "Hello, I'm Johnny Cash",  seguido por "Folsom Prison Blues", uma de suas canções características. Suas outras canções exclusivas incluem "I Walk the Line ", "Ring of Fire", "Get Rhythm" e "Man in Black". Ele também gravou números humorísticos como "One Piece at a Time" e "A Boy Named Sue", um dueto com sua futura esposa June chamado "Jackson" (seguido por muitos outros duetos após o casamento), e canções ferroviárias como "Hey, Porter", "Orange Blossom Special" e " Rock Island Line". Durante a última fase de sua carreira, ele fez covers de músicas de artistas de rock contemporâneo; entre seus covers mais notáveis estavam "Hurt" do Nine Inch Nails, "Rusty Cage" do Soundgarden e "Personal Jesus" do Depeche Mode.
Cash é um dos artistas musicais mais vendidos de todos os tempos, tendo vendido mais de 90 milhões de discos em todo o mundo. Sua música abrangendo gêneros abrangia country, rock and roll, rockabilly, blues, folk e gospel. Este apelo cruzado rendeu-lhe a rara honra de ser incluído no Hall da Fama da Música Country, Rock and Roll e Música Gospel. Sua carreira musical foi dramatizada na cinebiografia Walk the Line de 2005, na qual Cash foi interpretado pelo ator de cinema americano Joaquin Phoenix.

## Biografia

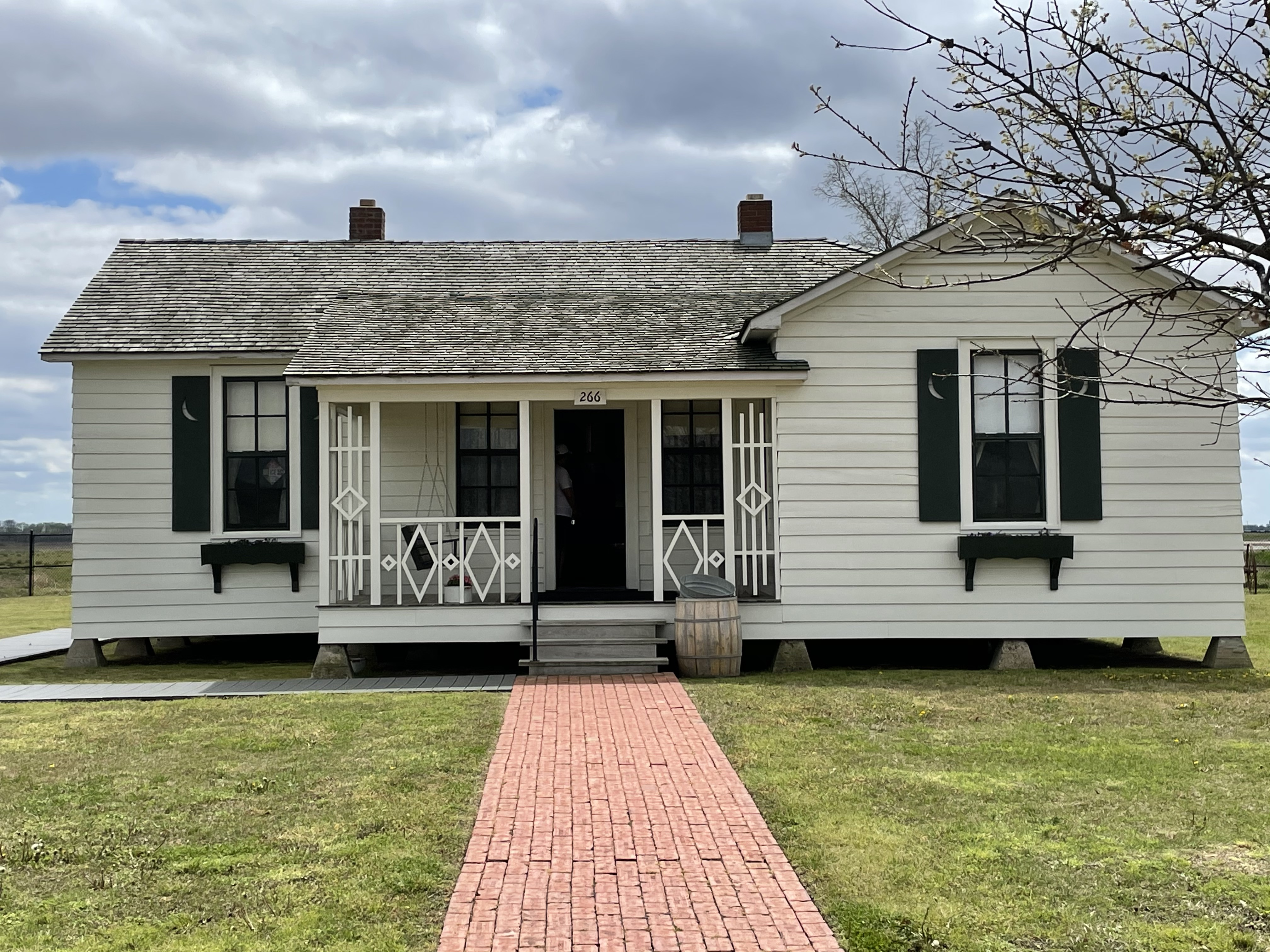
A casa de infância de Cash em Dyess, Arkansas, onde viveu desde os três anos de idade em 1935 até terminar o ensino médio em 1950; a propriedade, retratada aqui em 2021, está listada no Registro Nacional de Locais Históricos. A casa foi reformada em 2011 para ter a mesma aparência de quando Cash era criança.

Cash nasceu J.R. Cash em Kingsland, Arkansas, em 26 de fevereiro de 1932, filho de Carrie Cloveree (Rivers) e Ray Cash. Ele tinha três irmãos mais velhos, Roy, Margaret Louise e Jack, e três irmãos mais novos, Reba, Joanne e Tommy (que também se tornou um artista country de sucesso). Ele era principalmente descendente de ingleses e escoceses. Sua avó paterna também alegou ascendência Cherokee, embora um teste de DNA da filha de Cash, Rosanne, tenha descoberto que ela não tem marcadores nativos americanos conhecidos. Ele traçou seu sobrenome escocês até Fife do Século XI, após se encontrar com o então Laird das Malvinas, Major Michael Crichton-Stuart.  Cash Loch e outros locais em Fife levam o nome de sua família.  Ele é um primo distante do político conservador britânico Sir William Cash. Sua mãe queria chamá-lo de John e seu pai preferia chamá-lo de Ray, então J.R. acabou sendo o único acordo com o qual eles conseguiram chegar a um acordo. Quando Cash se alistou na Força Aérea, ele não teve permissão para usar iniciais como primeiro nome, então mudou para John R. Cash. Em 1955, ao assinar com a Sun Records, passou a usar o nome Johnny Cash.
Em março de 1935, quando Cash tinha três anos, a família se estabeleceu em Dyess, Arkansas, uma colônia do New Deal estabelecida para dar às famílias pobres a oportunidade de trabalhar em terras que mais tarde poderiam possuir. Desde os cinco anos trabalhou nas plantações de algodão com a família, cantando com eles enquanto trabalhavam. A fazenda Cash em Dyess sofreu uma enchente, o que levou Cash mais tarde a escrever a música "Five Feet High and Rising". As lutas econômicas e pessoais de sua família durante a Grande Depressão deram-lhe uma simpatia vitalícia pelos pobres e pela classe trabalhadora, e inspiraram muitas de suas canções.
Em 1944, o irmão mais velho de Cash, Jack, de quem ele era próximo, foi quase cortado ao meio por uma serra de mesa desprotegida no trabalho e morreu uma semana depois. De acordo com a autobiografia de Cash, ele, sua mãe e Jack tiveram um pressentimento sobre aquele dia; sua mãe incentivou Jack a faltar ao trabalho e ir pescar com Cash, mas Jack insistiu em trabalhar porque a família precisava de dinheiro. Cash sempre falava da culpa que sentia pelo incidente e falava que estava ansioso para "conhecer seu irmão no céu".
As primeiras memórias de Cash foram dominadas pela música gospel e pelo rádio. Ensinado violão com sua mãe e um amigo de infância, Cash começou a tocar e escrever músicas aos 12 anos. Quando jovem, Cash tinha uma voz de tenor agudo, antes de se tornar baixo-barítono depois que sua voz mudou. No ensino médio, ele cantou em uma estação de rádio local. Décadas depois, ele lançou um álbum de canções gospel tradicionais chamado My Mother's Hymn Book. Ele também foi significativamente influenciado pela música tradicional irlandesa, que ouvia tocada semanalmente por Dennis Day no programa de rádio de Jack Benny.
Cash alistou-se na Força Aérea em 7 de julho de 1950. Após treinamento básico na Base Aérea de Lackland e treinamento técnico na Base Aérea de Brooks, ambos em San Antonio, Texas, Cash foi designado para o 12º Esquadrão Móvel de Rádio do Serviço de Segurança da Força Aérea dos EUA em Landsberg, Alemanha Ocidental. Ele trabalhou como operador de código Morse, interceptando transmissões do Exército Soviético. Enquanto trabalhava neste trabalho, Cash foi supostamente o primeiro americano a receber a notícia da morte de Josef Stalin (recebida via código Morse). Sua filha, Rosanne, apoiou a afirmação, dizendo que Cash contou a história muitas vezes ao longo dos anos. Enquanto estava em Landsberg ele criou sua primeira banda, "The Landsberg Barbarians". Em 3 de julho de 1954, ele foi dispensado com honras do cargo de sargento e retornou ao Texas. Durante o serviço militar, ele adquiriu uma cicatriz distinta no lado direito da mandíbula como resultado de uma cirurgia para remoção de um cisto.

## Carreira

### Início de Carreira

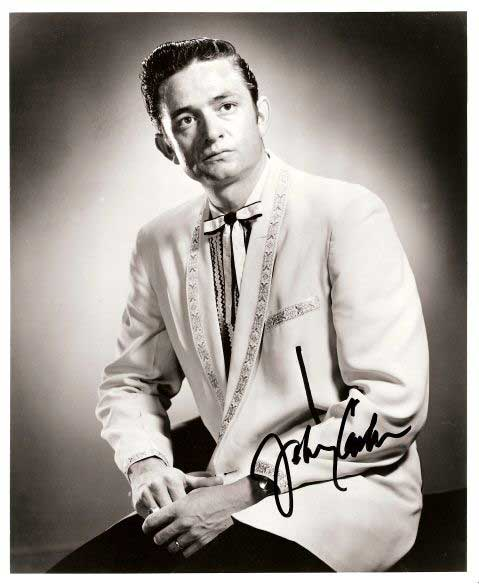
Foto publicitária da Sun Records, 1955

Em 1954, Cash e sua primeira esposa, Vivian, mudaram-se para Memphis, Tennessee, onde ele havia vendido eletrodomésticos enquanto estudava para ser locutor de rádio. À noite, ele tocava com o guitarrista Luther Perkins e o baixista Marshall Grant. Perkins e Grant eram conhecidos como Tennessee Two. Cash criou coragem para visitar o estúdio Sun Records, na esperança de conseguir um contrato de gravação. Ele fez o teste para Sam Phillips cantando principalmente músicas gospel, apenas para descobrir com o produtor que ele não gravava mais músicas gospel. Houve rumores de que Phillips disse a Cash para "ir para casa e pecar, depois voltar com uma música que eu possa vender", embora em uma entrevista de 2002, Cash tenha negado que Phillips tenha feito tal comentário. Cash finalmente conquistou o produtor com novas músicas apresentadas em seu estilo rockabilly inicial. Em 1955, Cash fez suas primeiras gravações na Sun, "Hey Porter" e "Cry! Cry! Cry!", que foram lançadas no final de junho e fizeram sucesso nas paradas country.
Em 4 de dezembro de 1956, Elvis Presley apareceu em Phillips enquanto Carl Perkins estava no estúdio gravando novas faixas, com Jerry Lee Lewis acompanhando-o no piano. Cash também estava no estúdio, e os quatro iniciaram uma jam session improvisada. Phillips deixou as fitas rodando e as gravações, quase metade das quais eram canções gospel, sobreviveram. Desde então, eles foram lançados sob o título Million Dollar Quartet. Em Cash: the Autobiography, Cash escreveu que era o que estava mais distante do microfone e cantava em um tom mais alto para se misturar com Elvis.
O próximo disco de Cash, "Folsom Prison Blues", colocou o país entre os cinco primeiros. Seu "I Walk the Line " se tornou o número um nas paradas country e entrou no top 20 das paradas pop. Seguiu-se "Home of the Blues", gravada em julho de 1957. Nesse mesmo ano, Cash se tornou o primeiro artista da Sun a lançar um álbum de longa duração. Embora ele fosse o artista prolífico e de vendas mais consistente da Sun naquela época, Cash se sentiu limitado por seu contrato com a pequena gravadora. Phillips não queria que Cash gravasse gospel e estava pagando a ele royalties de 3%, em vez da taxa padrão de 5%. Presley já havia deixado a Sun e Phillips estava concentrando a maior parte de sua atenção e promoção em Lewis.
Em 1958, Cash deixou a Phillips para assinar uma oferta lucrativa com a Columbia Records. Seu single "Don't Take Your Guns to Town" se tornou um de seus maiores sucessos, e ele gravou uma coleção de canções gospel para seu segundo álbum pela Columbia. No entanto, Cash deixou para trás um acúmulo suficiente de gravações com a Sun para que Phillips continuasse a lançar novos singles e álbuns com material inédito até 1964. Cash estava na posição incomum de lançar novos lançamentos em duas gravadoras simultaneamente. O lançamento da Sun em 1960, um cover de "Oh Lonesome Me", alcançou a 13ª posição nas paradas C&W.

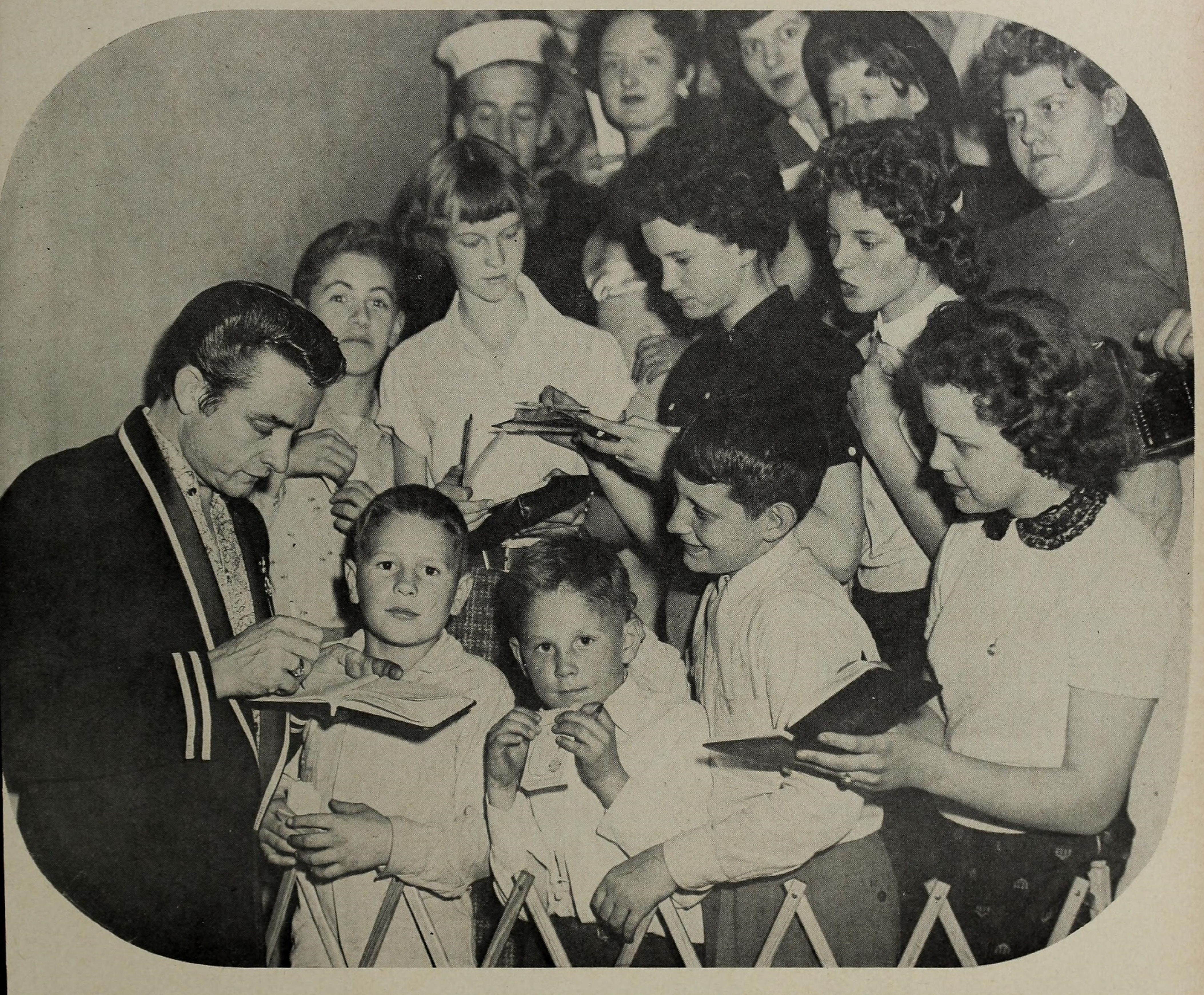
Cash na capa da revista Cash Box, 7 de setembro de 1957

No início de sua carreira, Cash recebeu o apelido provocativo de "The Undertaker" (O Agente Funerário) por outros artistas por causa de seu hábito de usar roupas pretas. Ele disse que os escolheu porque eram mais fáceis de manter a aparência limpa em longas turnês.
No início dos anos 1960, Cash excursionou com a família Carter, que nessa época incluía regularmente as filhas de Mother Maybelle, Anita, June e Helen. Mais tarde, June lembrou-se de admirá-lo de longe durante essas viagens. Na década de 1960, ele apareceu na curta série de televisão de Pete Seeger, Rainbow Quest. Ele também atuou, escreveu e cantou o tema de abertura de um filme de 1961 intitulado Five Minutes to Live, posteriormente relançado como Door-to-door Maniac.
A carreira de Cash foi administrada por Saul Holiff, um promotor de Londres, Ontário. O relacionamento deles foi o tema da cinebiografia do filho de Saul, My Father and the Man in Black.

### Imagem de "Fora da Lei"
À medida que sua carreira decolava no final da década de 1950, Cash começou a beber muito e tornou-se viciado em anfetaminas e barbitúricos. Por um breve período, ele dividiu um apartamento em Nashville com Waylon Jennings, que era profundamente viciado em anfetaminas. Cash usava estimulantes para ficar acordado durante as turnês. Amigos brincaram sobre seu “nervosismo” e comportamento errático, muitos ignorando os sinais de alerta de seu agravamento no vício em drogas.
Embora ele estivesse fora de controle em muitos aspectos, Cash ainda conseguia acertar devido à sua criatividade frenética. Sua versão de "Ring of Fire" foi um crossover de sucesso, alcançando o primeiro lugar nas paradas country e entrando no top 20 nas paradas pop. Foi originalmente tocada pela irmã de June, mas o arranjo de trompas estilo mariachi foi fornecido por Cash. Ele disse que isso lhe ocorreu em um sonho. Vivian Liberto reivindicou uma versão diferente das origens de "Ring of Fire". Em seu livro I Walked the Line: My Life with Johnny, Liberto diz que Cash deu a Carter metade do crédito de composição por razões monetárias.
Em junho de 1965, o trailer de Cash pegou fogo durante uma pescaria com seu sobrinho Damon Fielder na Floresta Nacional de Los Padres, na Califórnia, provocando um incêndio florestal que queimou várias centenas de acres e quase causou sua morte. Cash alegou que o incêndio foi causado por faíscas de um sistema de escapamento defeituoso em seu trailer, mas Fielder acha que Cash iniciou um incêndio para se manter aquecido e, em seu estado de drogado, não percebeu que o fogo estava fora de controle. Quando o juiz perguntou a Cash por que ele fez isso, Cash disse: “Eu não fiz isso, foi meu caminhão e está morto, então você não pode questionar”. O incêndio destruiu 508 acres, queimou a folhagem de três montanhas e expulsou 49 dos 53 aves Condores da Califórnia ameaçados de extinção do refúgio. Cash não se arrependeu e afirmou: "Não me importo com seus malditos urubus amarelos". O governo federal o processou e recebeu US$ 125 172. Cash finalmente resolveu o caso e pagou US$ 82 001.

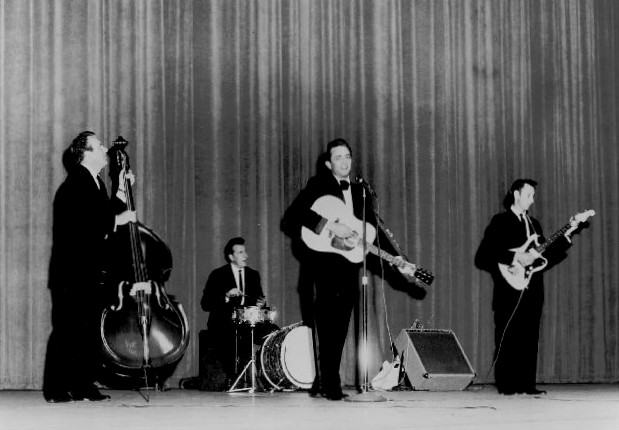
The Tennessee Three com Cash em 1963

Embora Cash cultivasse uma imagem romântica de fora-da-lei, ele nunca cumpriu pena de prisão. Apesar de ter sido preso sete vezes por contravenções, ele ficou apenas uma noite em cada estadia. Em 11 de maio de 1965, ele foi preso em Starkville, Mississippi, por invadir tarde da noite uma propriedade privada para colher flores. (Ele usou isso para escrever a música "Starkville City Jail", que ele discutiu em seu álbum ao vivo At San Quentin). Durante a turnê daquele ano, ele foi preso em 4 de outubro em El Paso, Texas, por um esquadrão antidrogas. Os policiais suspeitaram que ele estava contrabandeando heroína do México, mas encontraram 688 cápsulas de Dexedrina (anfetaminas) e 475 comprimidos de Equanil (sedativos ou tranquilizantes) escondidas dentro do estojo de seu violão. Como as pílulas eram medicamentos prescritos e não narcóticos ilegais, Cash recebeu pena suspensa. Ele pagou fiança de US$ 1.500 e foi libertado até sua acusação.
Neste período de meados da década de 1960, Cash lançou uma série de álbuns conceituais. Seu Bitter Tears (1964) foi dedicado à palavra falada e às canções que abordavam a situação dos nativos americanos e os maus-tratos por parte do governo. Embora inicialmente alcançasse as paradas, este álbum encontrou resistência de alguns fãs e estações de rádio, que rejeitaram sua abordagem controversa sobre questões sociais. Em 2011, foi publicado um livro sobre o assunto, que levou à regravação das músicas de artistas contemporâneos e à realização de um documentário sobre o esforço de Cash com o álbum. Este filme foi ao ar na PBS em fevereiro e novembro de 2016. Seu Sings the Ballads of the True West (1965) foi um disco duplo experimental, misturando canções autênticas da fronteira com a narração falada de Cash.
Atingindo o ponto mais baixo com seu grave vício em drogas e comportamento destrutivo, Cash se divorciou de sua primeira esposa e teve suas apresentações canceladas, mas continuou a ter sucesso. Em 1967, o dueto de Cash com June Carter, "Jackson", ganhou um Grammy.
Cash foi preso pela última vez em 1967, no condado de Walker, na Geórgia, depois que a polícia descobriu que ele carregava uma sacola de remédios prescritos e sofreu um acidente de carro. Cash tentou subornar um deputado local, que recusou o dinheiro. Ele foi preso durante a noite em LaFayette, Geórgia. O xerife Ralph Jones o libertou após uma longa conversa, alertando-o sobre o perigo de seu comportamento e o potencial desperdiçado. Cash creditou essa experiência por ajudá-lo a se recuperar e salvar sua vida. Mais tarde, ele retornou a LaFayette para fazer um concerto beneficente; atraiu 12.000 pessoas (a população da cidade era inferior a 9 000 na época) e arrecadou US$ 75 000 para a escola secundária. Refletindo sobre seu passado em uma entrevista de 1997, Cash observou: “Eu estava tomando os comprimidos por um tempo, e então os comprimidos começaram a me tomar”. June, Maybelle e Ezra Carter mudaram-se para a mansão de Cash por um mês para ajudá-lo a abandonar as drogas. Cash subiu ao palco em junho em 22 de fevereiro de 1968, em um concerto no London Gardens em Londres, Ontário, Canadá. O casal se casou uma semana depois (1º de março) em Franklin, Kentucky. Ela concordou em se casar com Cash depois que ele “limpou tudo”.
A jornada de Cash incluiu a redescoberta de sua fé cristã. Ele atendeu um “chamado de altar” em Evangel Temple, uma pequena igreja na área de Nashville, pastoreada pelo reverendo Jimmie Rodgers Snow, filho da lenda da música country Hank Snow. De acordo com Marshall Grant, porém, Cash não parou completamente de usar anfetaminas em 1968. Cash não acabou com todo o uso de drogas até 1970, permanecendo livre de drogas por um período de sete anos. Grant afirma que o nascimento do filho de Cash, John Carter Cash, inspirou Cash a acabar com sua dependência.
Cash começou a usar anfetaminas novamente em 1977. Em 1983, ele estava profundamente viciado novamente e tornou-se paciente da Clínica Betty Ford em Rancho Mirage para tratamento. Ele ficou longe das drogas por vários anos, mas teve uma recaída. Em 1989, ele era dependente e ingressou no Centro de Tratamento de Álcool e Drogas de Cumberland Heights, em Nashville. Em 1992, ele iniciou atendimento no Loma Linda Behavioral Medicine Center, em Loma Linda, Califórnia, para seu tratamento final de reabilitação. (Vários meses depois, seu filho o seguiu até esta unidade para tratamento).

### Folsom e outros concertos na prisão
Cash começou a fazer shows em prisões no final dos anos 1950. Ele fez seu primeiro concerto famoso na prisão em 1º de janeiro de 1958, na Prisão Estadual de San Quentin. Essas performances levaram a dois álbuns ao vivo de grande sucesso, Johnny Cash at Folsom Prison (1968) e Johnny Cash at San Quentin (1969). Ambos os álbuns ao vivo alcançaram o primeiro lugar na parada de álbuns country da Billboard e o último passou para o topo da parada de álbuns pop da Billboard . Em 1969, Cash se tornou um sucesso internacional quando eclipsou até os Beatles ao vender 6,5 milhões de álbuns. Em comparação, os concertos na prisão tiveram muito mais sucesso do que seus álbuns ao vivo posteriores, como Strawberry Cake gravado em Londres e Live at Madison Square Garden, que alcançaram os números 33 e 39 nas paradas de álbuns, respectivamente.
O disco da Folsom Prison foi introduzido por uma versão de seu "Folsom Prison Blues", enquanto o disco San Quentin incluía o single crossover "A Boy Named Sue", uma canção nova escrita por Shel Silverstein que alcançou o primeiro lugar nas paradas country e o número dois no top 10 das paradas pop dos EUA.
Cash se apresentou na prisão de Österåker, na Suécia, em 1972. O álbum ao vivo På Österåker (At Österåker) foi lançado em 1973. "San Quentin" foi gravada com Cash substituindo "San Quentin" por "Österåker". Em 1976, um concerto na Prisão Estadual do Tennessee foi gravado em vídeo para transmissão na TV e recebeu um lançamento tardio em CD após a morte de Cash como A Concert Behind Prison Walls.

### Ativismo para os nativos americanos
Cash usou seu estrelato e status econômico para conscientizar as questões que cercam o povo nativo americano. Cash cantou canções sobre a humanidade indígena num esforço para confrontar o governo dos EUA. Muitos não-nativos americanos evitaram cantar sobre essas coisas. Em 1965, Cash e June Carter apareceram no programa de TV de Pete Seeger, Rainbow Quest, no qual Cash explicou seu início como ativista dos nativos americanos:
Em 1957, escrevi uma música chamada "Old Apache Squaw" e depois esqueci por um tempo o chamado protesto indígena, mas ninguém mais parecia falar com qualquer volume de voz.
A Columbia Music, gravadora para a qual Cash estava gravando na época, se opôs a colocar a música em seu próximo álbum, por considerá-la "radical demais para o público". Cash cantando canções sobre a tragédia indiana e a violência dos colonos foi radicalmente contra a corrente dominante da música country na década de 1950, que era dominada pela imagem do cowboy justo que simplesmente torna seu o solo do nativo.
Em 1964, saindo do sucesso nas paradas de seu álbum anterior I Walk the Line, gravou o já citado álbum Bitter Tears: Ballads of the American Indian.
We're Still Here: Johnny Cash's Bitter Tears Revisited, um documentário de Antonino D'Ambrosio (autor de A Heartland and a Guitar: Johnny Cash and the Making of Bitter Tears ) conta a história do polêmico álbum conceitual de Johnny Cash, Bitter Tears: Ballads of the American Indian, cobrindo as lutas dos nativos americanos. O DVD do filme foi lançado em 21 de agosto de 2018.
O álbum apresentava histórias de uma multidão de povos indígenas, principalmente de sua violenta opressão por colonos brancos: os Pimas ("The Ballad of Ira Hayes"), Navajos ("Navajo"), Apaches ("Apache Tears"), Lakota ("Big Foot"), Senecas ("As Long as the Grass Shall Grow") e Cherokees ("Talking Leaves"). Cash escreveu três das canções sozinho e uma com a ajuda de Johnny Horton, mas a maioria das canções de protesto foram escritas pelo artista folk Peter La Farge (filho do ativista e ganhador do prêmio Pulitzer Oliver La Farge), que Cash conheceu em Nova York em década de 1960 e a quem admirava por seu ativismo. O single do álbum, "The Ballad of Ira Hayes" (sobre Ira Hayes, um dos seis que hastearam a bandeira dos EUA em Iwo Jima), foi negligenciado pelas rádios apolíticas da época, e a gravadora negou-lhe qualquer promoção devido ao seu protesto provocativo e natureza "desagradável". Cash enfrentou resistência e foi até instado por um editor de uma revista de música country a deixar a Country Music Association: "Você e seu público são inteligentes demais para se associarem com country simples, artistas country e DJs country."
Em reação, em 22 de agosto de 1964, Cash postou uma carta como anúncio na Billboard, chamando a indústria fonográfica de covarde: "DJs – gerentes de estação – proprietários [...] onde estão suas entranhas? Tive que revidar quando percebi que muitas emissoras têm medo de Ira Hayes. Só uma pergunta: POR QUE??? Ira Hayes é um remédio forte [...] Rochester, Harlem, Birmingham e Vietnã também". Cash continuou promovendo a música sozinho e usou sua influência em disc jockeys de rádio que ele conhecia para fazer a música subir para o número três no país paradas, enquanto o álbum subiu para o número dois nas paradas de álbuns.

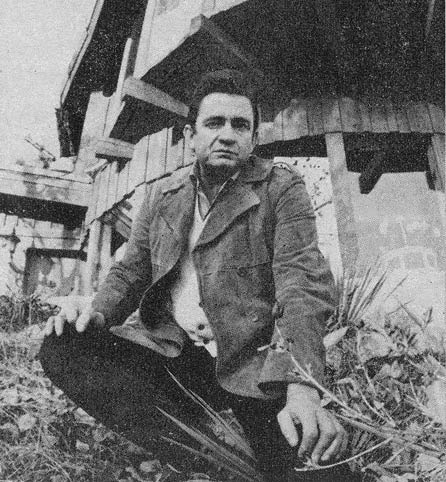
Cash em 1969

Mais tarde, no The Johnny Cash Show, ele continuou contando histórias da situação dos nativos americanos, tanto em canções quanto por meio de curtas-metragens, como a história da Trilha das Lágrimas.
Em 1966, em resposta ao seu ativismo, Cash foi adotado pelo Clã das Tartarugas da Nação Sêneca. Ele realizou atos beneficentes em 1968 na Reserva Rosebud, próximo ao marco histórico do massacre de Wounded Knee, para arrecadar dinheiro para ajudar a construir uma escola. Ele também tocou na Deganawidah-Quetzalcoatl University na década de 1980.
Em 1970, Cash registrou uma leitura do ensaio de 1890, aniversário de 80 anos de John G. Burnett sobre a remoção Cherokee para a Historical Landmarks Association (Nashville).

### The Johnny Cash Show
De junho de 1969 a março de 1971, Cash estrelou seu próprio programa de televisão, The Johnny Cash Show, na rede ABC. Produzido pela Screen Gems, o show foi apresentado no Ryman Auditorium em Nashville. Os Statler Brothers abriram para ele em todos os episódios; a família Carter e a lenda do rockabilly Carl Perkins também faziam parte da comitiva regular do show. Cash também gostava de contratar artistas convencionais como convidados; incluindo Linda Ronstadt em sua primeira aparição na TV, Neil Young, Louis Armstrong, Neil Diamond, Kenny Rogers and The First Edition (que apareceu quatro vezes), James Taylor, Ray Charles, Roger Miller, Roy Orbison, Derek and the Dominos, Joni Mitchell e Bob Dylan.
De 15 a 18 de setembro de 1969, em Albuquerque, Novo México, ele realizou uma série de quatro concertos na Feira Estadual do Novo México para promover a primeira temporada do The Johnny Cash Show. Esses shows ao vivo foram produzidos com a ajuda da ABC e do produtor local Bennie Sanchez, durante esses sets Johnny Cash e Al Hurricane se apresentaram juntos. Também durante a era do The Johnny Cash Show, ele contribuiu com a música-título e outras músicas para o filme Little Fauss and Big Halsy, estrelado por Robert Redford, Michael J. Pollard e Lauren Hutton. A canção-título, "The Ballad of Little Fauss and Big Halsy", escrita por Carl Perkins, foi indicada ao Globo de Ouro em 1971.
Cash conheceu Dylan pela primeira vez em meados da década de 1960 e tornaram-se vizinhos no final da década de 1960 em Woodstock, Nova York. Cash estava entusiasmado em reintroduzir o recluso Dylan ao seu público. Cash cantou um dueto com Dylan, "Girl from the North Country", no álbum country de Dylan, Nashville Skyline, e também escreveu o encarte do álbum, vencedor do Grammy.

Outro artista que recebeu um grande impulso na carreira com o The Johnny Cash Show foi Kris Kristofferson, que estava começando a se destacar como cantor e compositor. Durante uma apresentação ao vivo de "Sunday Mornin' Comin' Down" de Kristofferson, Cash se recusou a mudar a letra para se adequar aos executivos da rede, cantando a música com suas referências à maconha intactas:
Na calçada de domingo de manhã eu desejo, Senhor, estar chapado.
O programa de encerramento do The Johnny Cash Show foi um especial de música gospel. Os convidados incluíram os Blackwood Brothers, Mahalia Jackson, Stuart Hamblen e Billy Graham.

### O "Homem de Preto"

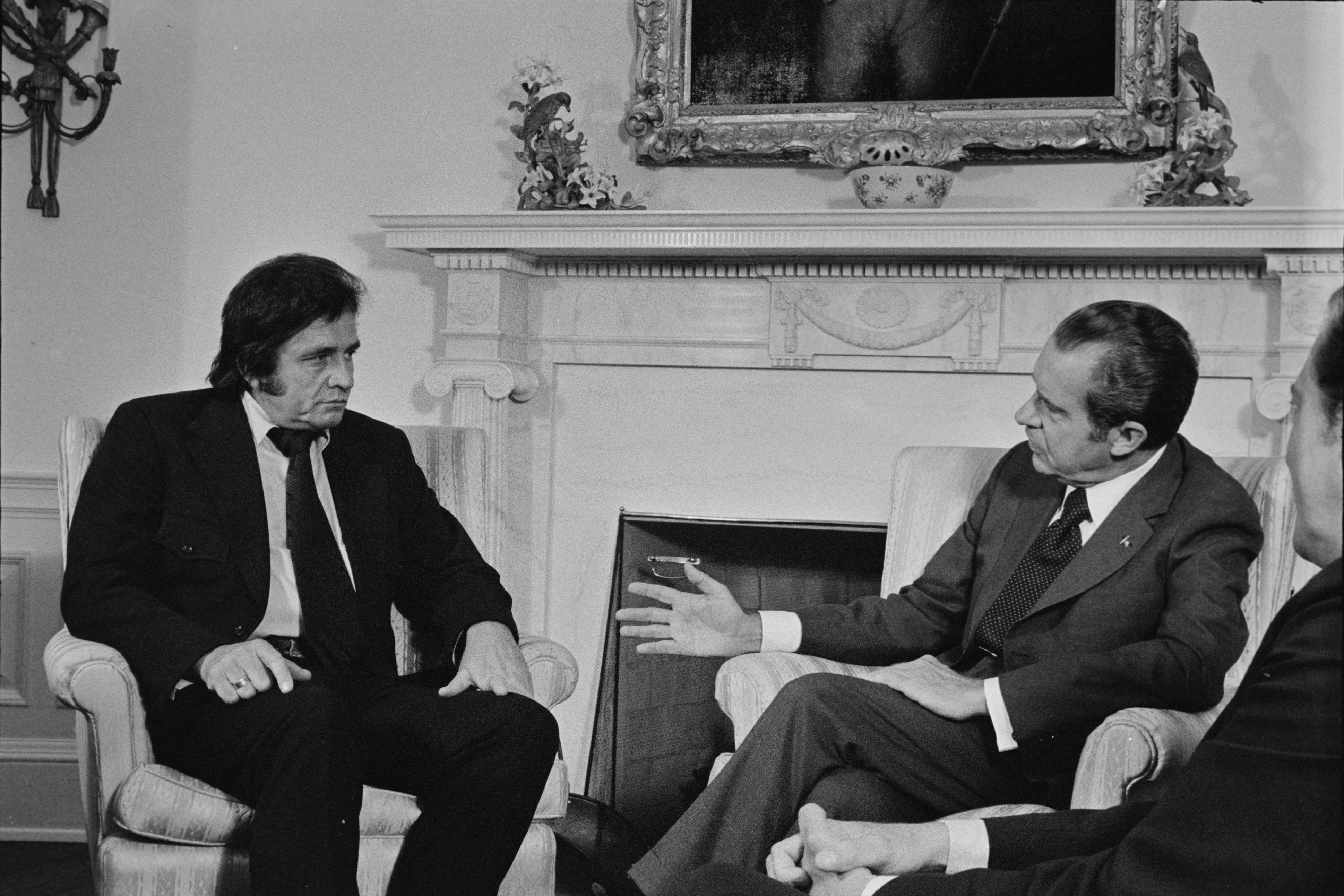
Cash defendeu a reforma penitenciária em sua reunião de julho de 1972 com o presidente Richard Nixon

No início da década de 1970, Cash estabeleceu sua imagem pública como o "Homem de Preto". Ele se apresentava regularmente em ternos inteiramente pretos com um casaco preto longo na altura do joelho. Essa roupa contrastava com os ternos de strass e as botas de cowboy usadas pela maioria dos principais artistas country de sua época.

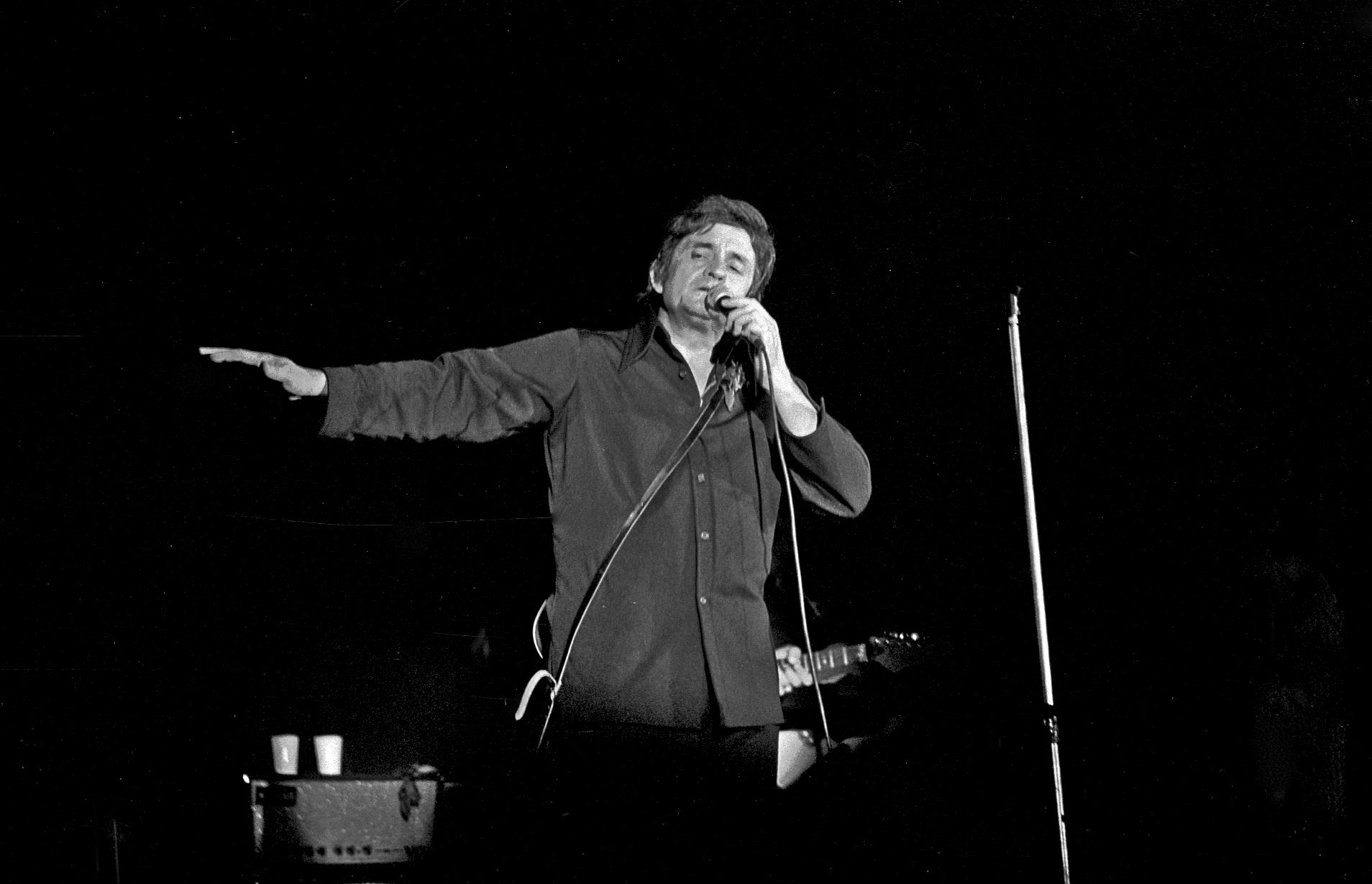
Cash se apresentando em Bremen, Alemanha Ocidental, em setembro de 1972

Cash disse que se vestiu todo de preto em nome dos pobres e famintos, do “prisioneiro que há muito pagou por seu crime” e daqueles que foram traídos pela idade ou pelas drogas. Ele acrescentou: “Com a Guerra do Vietnã tão dolorosa em minha mente quanto foi para a maioria dos outros americanos, usei-o ‘em luto’ pelas vidas que poderiam ter acontecido”.... Além do fim da Guerra do Vietnã, não vejo muitos motivos para mudar minha posição... Os idosos ainda são negligenciados, os pobres ainda são pobres, os jovens ainda morrem antes do tempo e não estamos a tomar muitas medidas para corrigir as coisas. Ainda há muita escuridão para carregar".

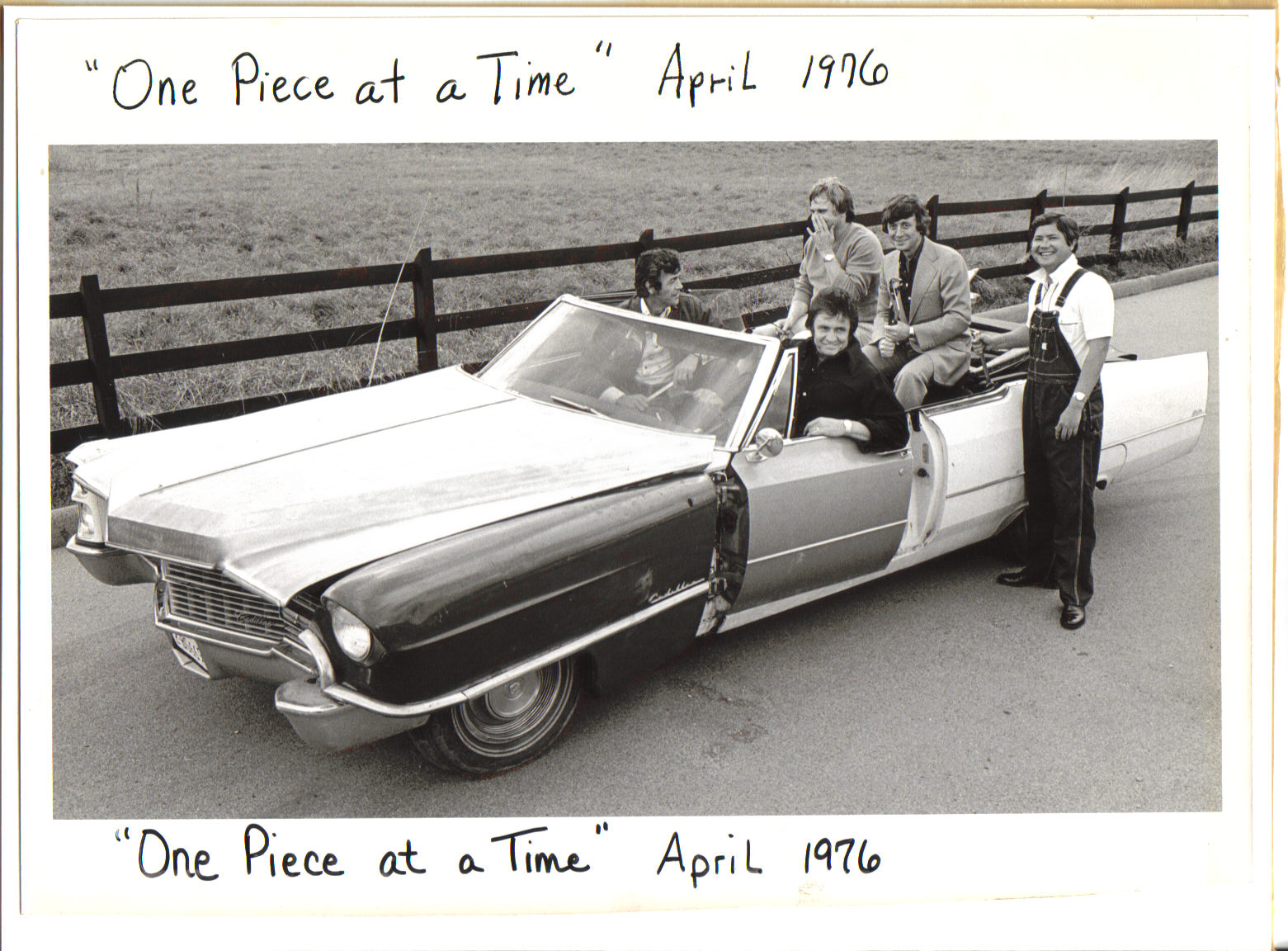
Ganhe dinheiro com o Cadillac "uma peça de cada vez"

Inicialmente, ele e sua banda usavam camisas pretas porque essa era a única cor que combinava entre seus vários trajes. Ele usou outras cores no palco no início de sua carreira, mas afirmou gostar de usar preto dentro e fora do palco. Ele afirmou que, à parte as razões políticas, ele simplesmente gostava do preto como sua cor no palco.  O desatualizado uniforme azul de inverno da Marinha dos EUA costumava ser chamado pelos marinheiros de "Johnny Cashes", já que a camisa, a gravata e as calças do uniforme são pretas sólidas.
Em meados da década de 1970, a popularidade de Cash e o número de sucessos começaram a diminuir. Fez comerciais para a Amoco e STP, empreendimento impopular na época da crise energética dos anos 1970. Em 1976, fez comerciais para Lionel Trains, para o qual também escreveu a música. Contudo, sua primeira autobiografia, Man in Black, foi publicada em 1975 e vendeu 1,3 milhões de cópias. Um segundo, Cash: The Autobiography, apareceu em 1997.
A amizade de Cash com Billy Graham levou à produção de um filme sobre a vida de Jesus, Gospel Road: A Story of Jesus, que Cash co-escreveu e narrou. Foi lançado em 1973. Cash viu o filme como uma declaração de sua fé pessoal, e não como um meio de proselitismo.
Cash e June Carter Cash apareceram várias vezes nos especiais de TV de Billy Graham Crusade, e Cash continuou a incluir músicas gospel e religiosas em muitos de seus álbuns, embora a Columbia tenha se recusado a lançar A Believer Sings the Truth, um LP duplo gospel que Cash gravou em 1979 e que acabou sendo lançado por um selo independente mesmo com Cash ainda sob contrato com a Columbia. Em 22 de novembro de 1974, a CBS exibiu seu especial de TV de uma hora intitulado Riding The Rails, uma história musical de trens.
Ele continuou a aparecer na televisão, apresentando especiais de Natal na CBS no final dos anos 1970 e início dos anos 1980. Aparições posteriores na televisão incluíram um papel principal em um episódio de Columbo, intitulado "Swan Song". June e apareceu em um episódio de Little House on the Prairie, intitulado "The Collection". Ele atuou como o abolicionista John Brown na minissérie de televisão da Guerra Civil Americana de 1985, North and South. Na década de 1990, Johnny e June apareceram em Dr. Quinn, Medicine Woman em papéis recorrentes.
Ele era amigo de todos os presidentes dos EUA, começando por Richard Nixon. Ele era o mais próximo de Jimmy Carter, de quem se tornou amigo íntimo e que era primo distante de sua esposa, June.
Quando convidado para se apresentar na Casa Branca pela primeira vez em 1970, o escritório de Richard Nixon solicitou que ele tocasse " Okie from Muskogee " (uma canção satírica de Merle Haggard sobre pessoas que desprezavam hippies, jovens usuários de drogas e manifestantes da Guerra do Vietnã), "Welfare Cadillac" (uma canção de Guy Drake que castiga a integridade dos beneficiários da previdência social) e "A Boy Named Sue". Cash se recusou a tocar as duas primeiras e, em vez disso, selecionou outras músicas, incluindo "The Ballad of Ira Hayes" e suas próprias composições, "What Is Truth" e "Man in Black". Cash escreveu que as razões para negar as escolhas musicais de Nixon foram não conhecê-las e ter um prazo relativamente curto para ensaiá-las, ao invés de qualquer motivo político. No entanto, acrescentou Cash, mesmo que o escritório de Nixon tivesse dado a Cash tempo suficiente para aprender e ensaiar as canções, a escolha de peças que transmitiam sentimentos "anti-hippie e antinegros" poderia ter saído pela culatra. Em seus comentários ao apresentar Cash, Nixon brincou dizendo que uma coisa que aprendeu sobre ele foi que não lhe diziam o que cantar.
Johnny Cash foi o grande marechal do desfile do Bicentenário dos Estados Unidos. Ele usava uma camisa de Nudie Cohn que foi vendida por US$ 25.000 em leilão em 2010. Após o desfile ele deu um concerto no Monumento a Washington.

### Highwaymen e saída da Columbia Records

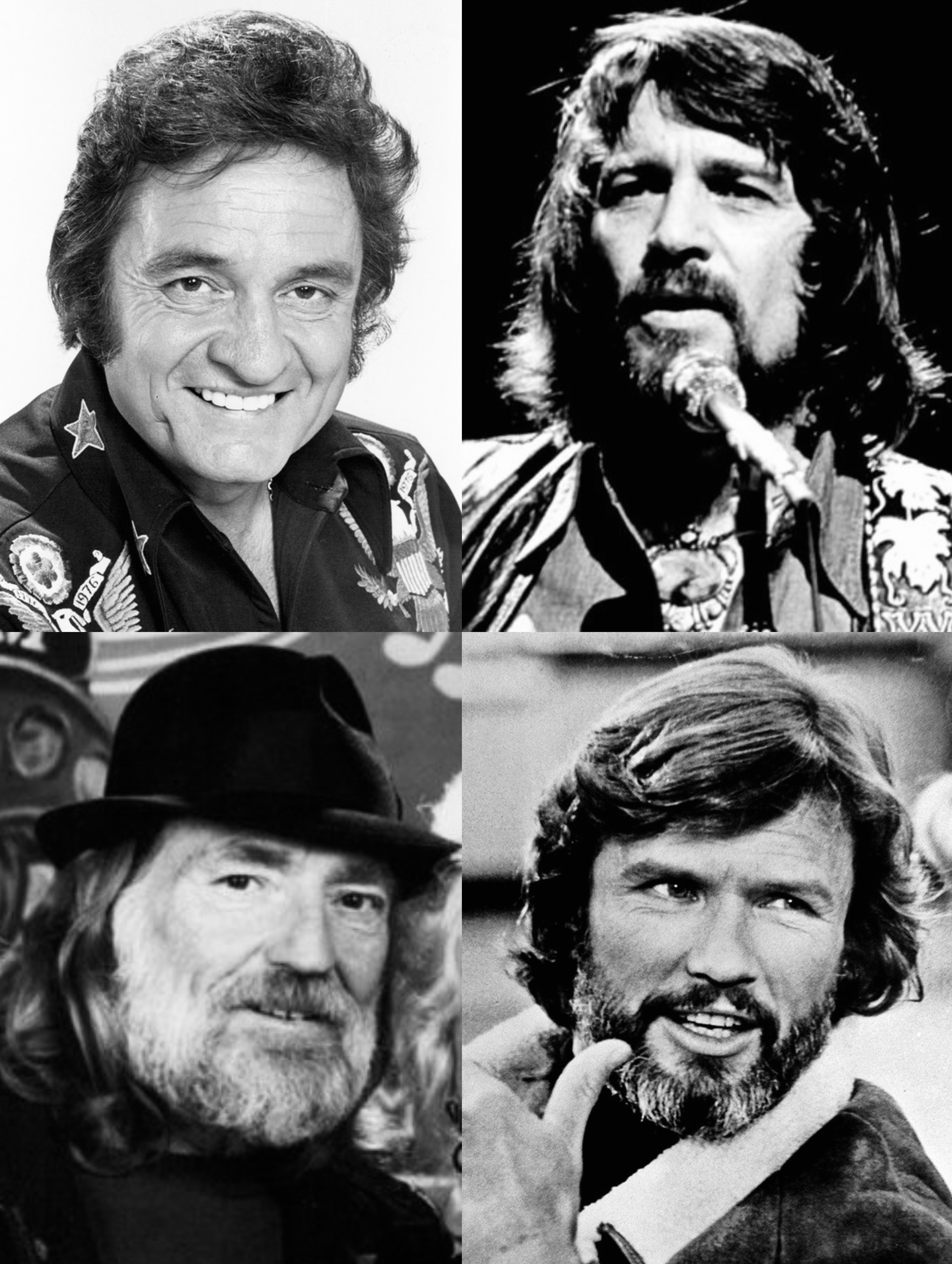
Os membros do supergrupo country The Highwaymen (Johnny Cash, Waylon Jennings, Willie Nelson e Kris Kristofferson)

Em 1980, Cash se tornou o mais jovem membro vivo do Country Music Hall of Fame aos 48 anos, mas durante a década de 1980, seus discos não conseguiram causar um grande impacto nas paradas country, embora ele tenha continuado a fazer turnês com sucesso. Em meados da década de 1980, ele gravou e excursionou com Waylon Jennings, Willie Nelson e Kris Kristofferson como The Highwaymen, fazendo três álbuns de sucesso, que foram lançados começando com o originalmente intitulado Highwayman em 1985, seguido por Highwaymen 2 em 1990, e concluindo com Highwaymen – The Road Goes On Forever em 1995.
Durante esse período, Cash apareceu em vários filmes para televisão. Em 1981, estrelou The Pride of Jesse Hallam, ganhando ótimas críticas por um filme que chamava a atenção para o analfabetismo adulto. Em 1983, ele apareceu como um heróico xerife em Murder in Coweta County, baseado em um caso de assassinato na vida real na Geórgia, que co-estrelou Andy Griffith como seu inimigo.
Cash recaiu no vício depois de receber analgésicos para uma grave lesão abdominal em 1983, causada por um incidente em que foi chutado e ferido por um avestruz em sua fazenda.
Em uma visita ao hospital em 1988, desta vez para cuidar de Waylon Jennings (que estava se recuperando de um ataque cardíaco), Jennings sugeriu que Cash fosse internado no hospital por causa de seu próprio problema cardíaco. Os médicos recomendaram uma cirurgia cardíaca preventiva e Cash foi submetido a uma cirurgia de ponte de safena dupla no mesmo hospital. Ambos se recuperaram, embora Cash se recusasse a usar qualquer analgésico prescrito, temendo uma recaída na dependência. Mais tarde, Cash afirmou que durante sua operação ele teve o que é chamado de “experiência de quase-morte”.
Em 1984, Cash lançou uma gravação de autoparódia intitulada "The Chicken in Black" sobre o cérebro de Cash sendo transplantado para uma galinha e Cash recebendo em troca o cérebro de um ladrão de banco. O biógrafo Robert Hilburn, em seu livro de 2013 Johnny Cash: The Life, contesta a afirmação feita de que Cash escolheu gravar uma música intencionalmente pobre em protesto contra o tratamento que a Columbia dispensou a ele. Pelo contrário, escreve Hilburn, foi a Columbia que presenteou Cash com a música, que Cash - que já havia conseguido grandes sucessos nas paradas com material cômico como "A Boy Named Sue" e "One Piece at a Time" - aceitou com entusiasmo, cantando a música ao vivo no palco e filmando um videoclipe cômico no qual ele se veste com uma fantasia de ladrão de banco de super-herói. De acordo com Hilburn, o entusiasmo de Cash pela música diminuiu depois que Waylon Jennings disse a Cash que ele parecia "um palhaço" no videoclipe (que foi exibido durante o especial de TV de Natal de 1984 de Cash), e Cash posteriormente exigiu que a Columbia retirasse o videoclipe da transmissão. e relembrou o single das lojas - interrompendo seu genuíno sucesso nas paradas - e classificou o empreendimento como "um fiasco".
Entre 1981 e 1984, gravou diversas sessões com o famoso produtor countrypolita Billy Sherrill (que também produziu "The Chicken in Black"), que foram arquivadas; eles seriam lançados pela gravadora irmã da Columbia, Legacy Recordings, em 2014 como Out Among the Stars. Nessa época, Cash também gravou um álbum de gravações gospel que acabou sendo lançado por outra gravadora na época de sua saída da Columbia (isso devido ao fechamento da divisão Priority Records da Columbia que deveria ter lançado as gravações).
Depois que mais gravações malsucedidas foram lançadas entre 1984 e 1985, Cash deixou a Columbia.
Em 1986, Cash retornou ao Sun Studios em Memphis para se juntar a Roy Orbison, Jerry Lee Lewis e Carl Perkins para criar o álbum Class of '55; de acordo com Hilburn, a Columbia ainda tinha Cash sob contrato na época, então arranjos especiais tiveram que ser feitos para permitir que ele participasse. Também em 1986, Cash publicou seu único romance, Man in White, um livro sobre Saulo e sua conversão para se tornar o Apóstolo Paulo. Ele gravou Johnny Cash Reads The Complete New Testament em 1990.

### American Recordings

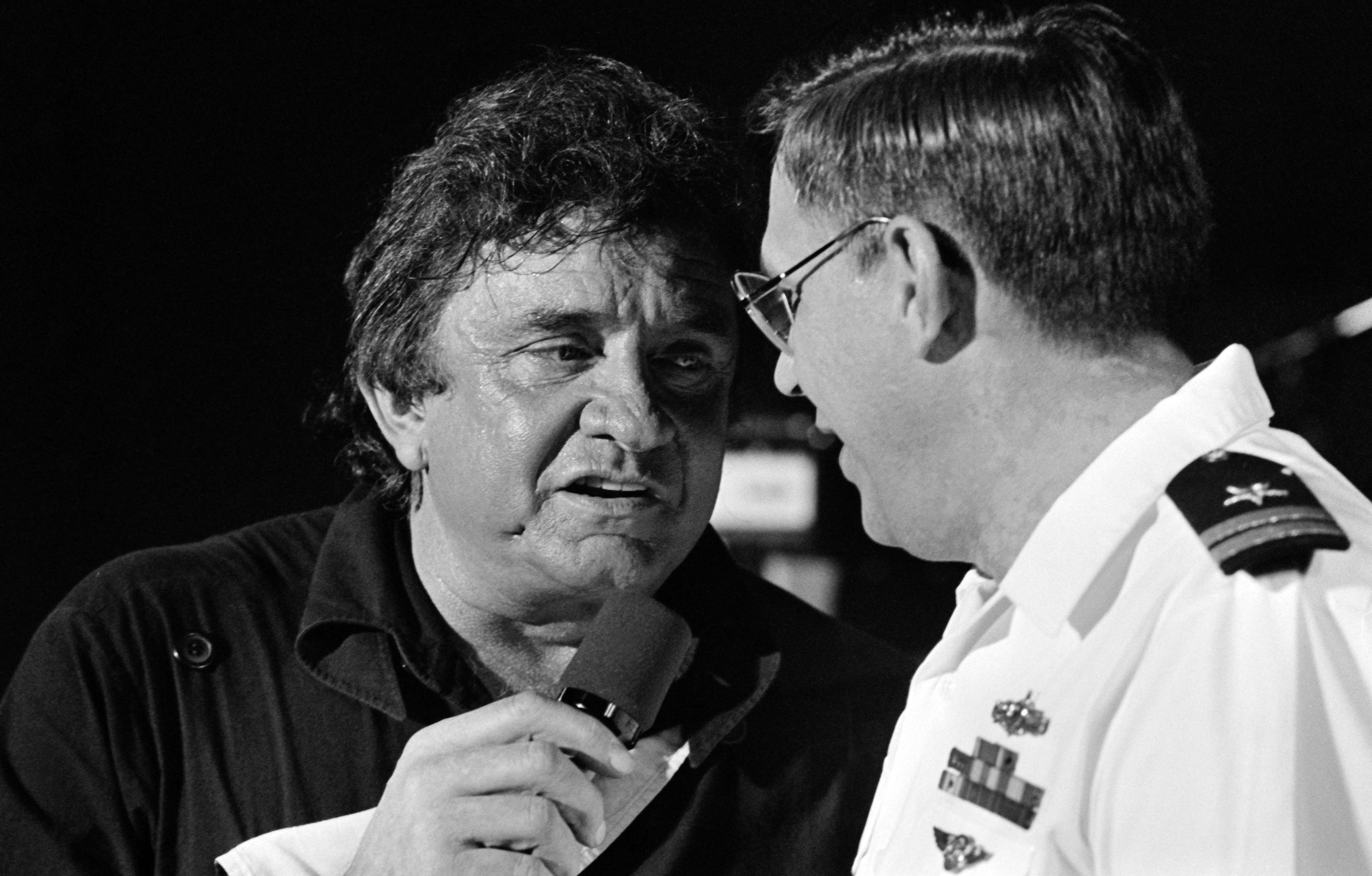
Johnny Cash canta com um tenente da Marinha durante um evento militar c. Janeiro de 1987

Depois que a Columbia Records retirou Cash de seu contrato de gravação, ele teve uma passagem curta e malsucedida com a Mercury Records de 1987 a 1991. Durante esse período, gravou um álbum com novas versões de alguns de seus sucessos mais conhecidos de Sun e Columbia, bem como Water from the Wells of Home, álbum de duetos que o uniu, entre outros, a seus filhos Rosanne Cash e John Carter Cash, assim como Paul McCartney. Um álbum único de Natal gravado pela Delta Records seguiu seu contrato com a Mercury.
Embora Cash nunca tivesse outro sucesso nas paradas de 1991 até sua morte, sua carreira foi rejuvenescida na década de 1990, levando à popularidade com um público que tradicionalmente não era considerado interessado em música country. Em 1988, os músicos pós-punk britânicos Marc Riley (ex-The Fall) e Jon Langford (The Mekons) criaram 'Til Things Are Brighter', um álbum tributo apresentando interpretações principalmente de bandas de indie-rock britânicas das canções de Cash. Cash ficou entusiasmado com o projeto, dizendo a Langford que era um "reforço do moral"; Rosanne Cash disse mais tarde "ele sentiu uma conexão real com aqueles músicos e muito validada... Foi muito bom para ele: ele estava em seu elemento. Ele entendeu perfeitamente o que eles estavam explorando e adorou". O álbum atraiu a atenção da imprensa de ambos os lados do Atlântico. Em 1991, ele cantou uma versão de "Man in Black" para o álbum I Scream Sunday da banda punk cristã One Bad Pig. Em 1993, cantou "The Wanderer", faixa de encerramento do álbum Zooropa do U2. De acordo com o escritor da Rolling Stone Adam Gold, "The Wanderer" - escrita para Cash por Bono, "desafia os cânones do U2 e do Cash, combinando elementos rítmicos e texturais do synth-pop dos anos noventa com um lamento countrypolitano adequado para os créditos finais de um disco dos anos setenta. ocidental."
Não mais procurado pelas grandes gravadoras, foi-lhe oferecido um contrato com o selo American Recordings do produtor Rick Rubin, que havia recentemente sido rebatizado de Def American, nome pelo qual era mais conhecido pelo rap e hard rock. Sob a supervisão de Rubin, gravou American Recordings (1994) em sua sala, acompanhado apenas por seu violão Martin Dreadnought – um dos muitos que Cash tocou ao longo de sua carreira. O álbum trazia covers de artistas contemporâneos selecionados por Rubin. O álbum teve grande sucesso comercial e de crítica, ganhando um Grammy de Melhor Álbum Folk Contemporâneo. Cash escreveu que sua recepção no Festival de Glastonbury de 1994 foi um dos destaques de sua carreira. Este foi o início de uma década de elogios e sucesso comercial da indústria musical. Ele se juntou a Brooks & Dunn para contribuir com "Folsom Prison Blues" para o álbum beneficente contra a AIDS Red Hot + Country produzido pela Red Hot Organization. No mesmo álbum, ele cantou "Forever Young", de Bob Dylan.
Cash e sua esposa apareceram em vários episódios da série de televisão Dr. Quinn, Medicine Woman. Ele também emprestou sua voz para uma participação especial no episódio dos Simpsons "El Viaje Misterioso de Nuestro Jomer (A Misteriosa Viagem de Homer)", como o "Coiote Espacial" que guia Homer Simpson em uma busca espiritual.
Cash se juntou ao guitarrista Kim Thayil do Soundgarden, ao baixista Krist Novoselic do Nirvana e ao baterista Sean Kinney do Alice in Chains para um cover de "Time of the Preacher" de Willie Nelson, incluída no álbum tributo Twisted Willie, lançado em janeiro de 1996.
Em 1996, Cash colaborou com Tom Petty and the Heartbreakers em Unchained (também conhecido como American Recordings II), que ganhou o Grammy de Melhor Álbum Country em 1998. O álbum foi produzido por Rick Rubin com engenharia e mixagem de Sylvia Massy. A maior parte de Unchained foi gravada no Sound City Studios e contou com participações especiais de Lindsey Buckingham, Mick Fleetwood e Marty Stuart. Acreditando que não se explicou o suficiente em sua autobiografia de 1975, Man in Black, ele escreveu Cash: The Autobiography em 1997.

## Anos finais e morte

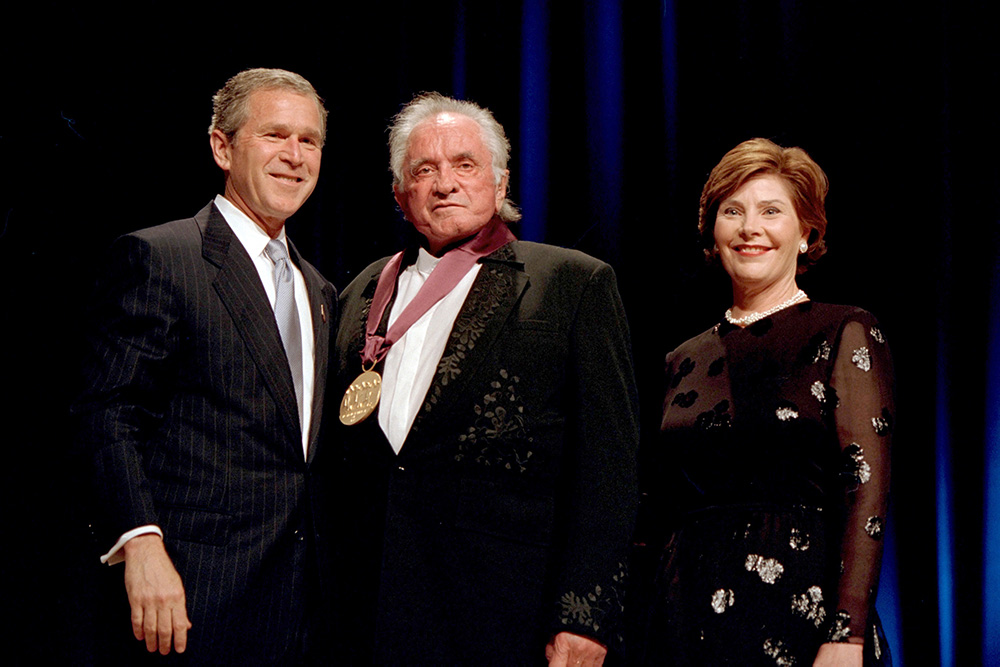
Cash com o presidente George W. Bush e a primeira-dama Laura Bush em 2002

Em 1997, durante uma viagem à cidade de Nova Iorque, Cash foi diagnosticado com a doença neurodegenerativa síndrome de Shy-Drager, uma forma de atrofia de múltiplos sistemas. De acordo com o biógrafo Robert Hilburn, a doença foi originalmente diagnosticada erroneamente como doença de Parkinson, e Cash até anunciou ao público que tinha Parkinson depois de quase desmaiar no palco em Flint, Michigan, em 25 de outubro de 1997. Logo depois, seu diagnóstico foi alterado para Shy-Drager, e Cash foi informado de que ele teria cerca de 18 meses de vida. O diagnóstico foi posteriormente alterado novamente para neuropatia autonômica associada ao diabetes. A doença forçou Cash a interromper sua turnê. Ele foi hospitalizado em 1998 com pneumonia grave, que danificou seus pulmões.
Na última fase de sua carreira, Cash lançou os álbuns American III: Solitary Man (2000) e American IV: The Man Comes Around (2002). American IV incluiu covers de vários artistas de rock do final do século 20, notadamente "Hurt" do Nine Inch Nails e "Personal Jesus" do Depeche Mode. Trent Reznor do Nine Inch Nails comentou que inicialmente estava cético sobre o plano de Cash de fazer um cover de "Hurt", mas depois ficou impressionado e comovido com a versão. O vídeo de "Hurt" recebeu elogios da crítica e do público, incluindo um Grammy.

June Carter Cash morreu em 15 de maio de 2003, aos 73 anos June disse a Cash para continuar trabalhando, então ele continuou a gravar, completando 60 músicas nos últimos quatro meses de sua vida. Ele até fez shows surpresa no Carter Family Fold nos arredores de Bristol, Virgínia. No concerto de 5 de julho de 2003 (sua última apresentação pública), antes de cantar "Ring of Fire", Cash leu uma declaração que havia escrito pouco antes de subir ao palco:
O espírito de June Carter me ofusca esta noite com o amor que ela tinha por mim e o amor que tenho por ela. Nós nos conectamos em algum lugar entre aqui e o Céu. Ela veio do céu para uma breve visita, eu acho, para me visitar esta noite para me dar coragem e inspiração como ela sempre fez. Ela nunca foi uma pessoa para mim, exceto coragem e inspiração. Agradeço a Deus por June Carter. Eu a amo com todo meu coração.
Cash continuou a gravar até pouco antes de sua morte. “Quando June morreu, isso o destruiu”, lembrou Rick Rubin. “Ele me disse: 'Você tem que me manter trabalhando porque morrerei se não tiver algo para fazer'. Ele estava em uma cadeira de rodas naquela época e nós o instalamos em sua casa na Virgínia... Não pude ouvir essas gravações por dois anos depois que ele morreu e foi comovente quando o fizemos". As gravações finais de Cash foram feitas em 21 de agosto de 2003 e consistiram em "Like the 309", que apareceu no American V: A Hundred Highways em 2006, e a última música que ele completou, "Engine 143", gravada para seu álbum planejado de tributo à Família Carter do filho John Carter Cash.

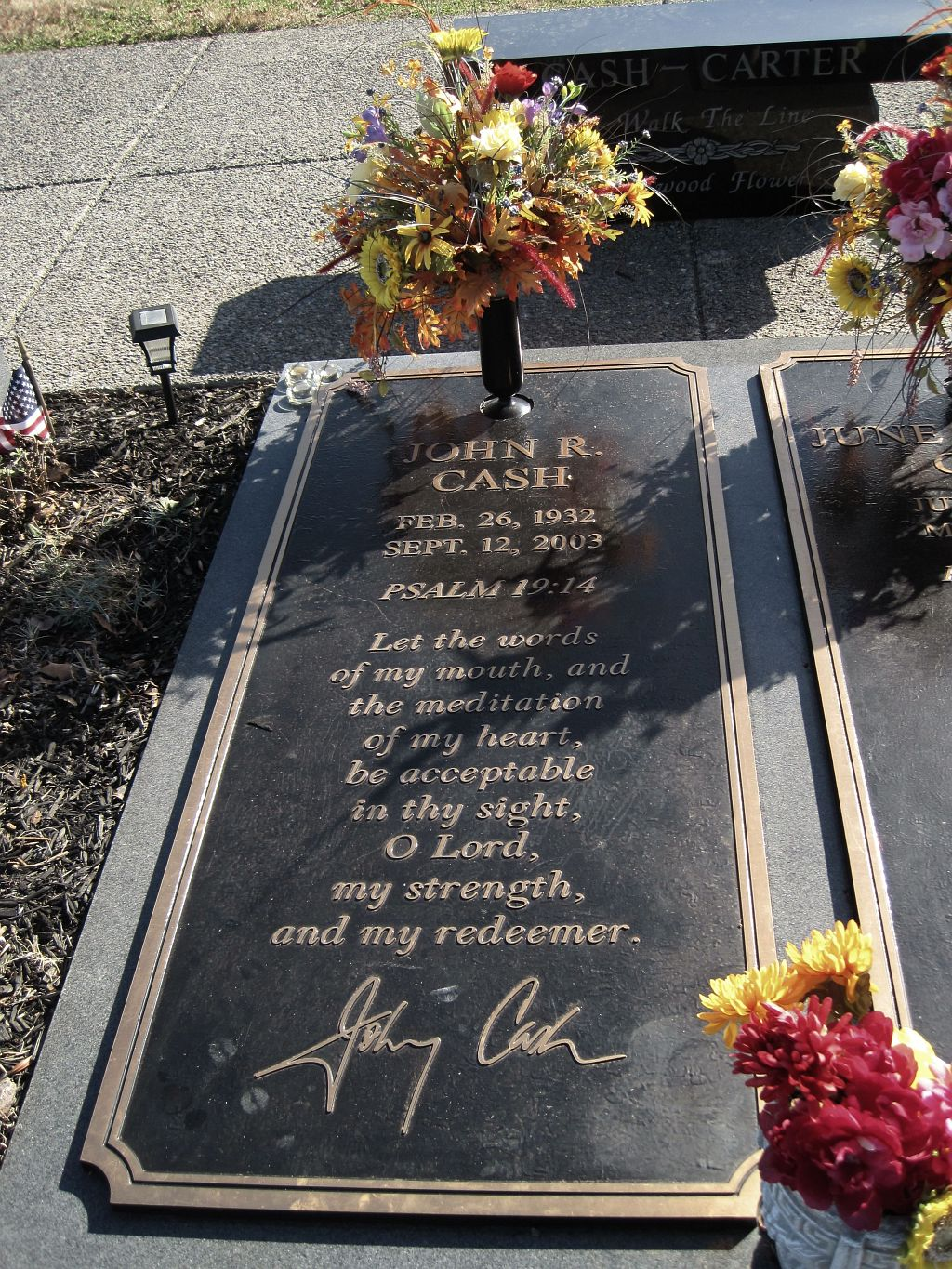
Túmulo de Cash localizado em Hendersonville Memory Gardens em Hendersonville, Tennessee

Enquanto estava hospitalizado no Baptist Hospital em Nashville, Cash morreu de complicações de diabetes por volta das 2h da manhã, horário central, em 12 de setembro de 2003, aos 71 anos - menos de quatro meses depois de sua esposa. Os serviços funerários públicos foram realizados na Primeira Igreja Batista em Hendersonville (Tennessee).  Ele foi enterrado ao lado dela em Hendersonville Memory Gardens, perto de sua casa em Hendersonville, Tennessee.

## Vida pessoal

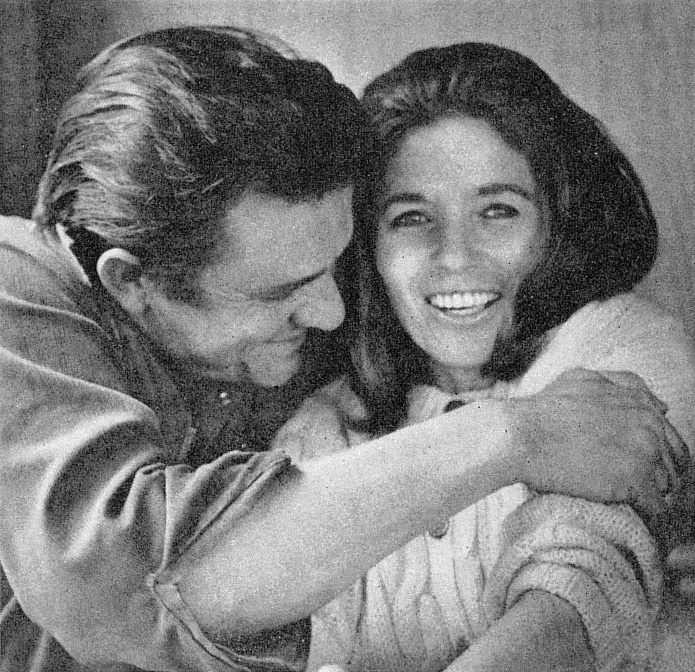
Cash e sua segunda esposa, June Carter, em 1969

Em 18 de julho de 1951, enquanto estava no treinamento básico da Força Aérea, Cash conheceu a ítalo-americana Vivian Liberto, de 17 anos, em um rinque de patinação em San Antonio, Texas. Eles namoraram por três semanas até que Cash foi enviado à Alemanha Ocidental para uma viagem de três anos. Durante esse período, o casal trocou centenas de cartas de amor.  Em 7 de agosto de 1954, um mês após sua dispensa, eles se casaram na Igreja Católica Romana de St. Ann, em San Antonio. Eles tiveram quatro filhas: Rosanne, Kathy, Cindy e Tara. Em 1961, Cash mudou-se com a família para uma casa no topo de uma colina com vista para Casitas Springs, Califórnia. Ele já havia mudado seus pais para a área para administrar um pequeno parque de trailers chamado Johnny Cash Trailer Park. Seu consumo de álcool levou a vários desentendimentos com as autoridades locais. Liberto disse mais tarde que ela havia pedido o divórcio em 1966 por causa do grave abuso de drogas e álcool de Cash, bem como de suas constantes turnês, seus repetidos atos de adultério com outras mulheres e seu relacionamento próximo com a cantora June Carter. Suas quatro filhas foram criadas pela mãe.
Cash conheceu June, da famosa Família Carter, durante a turnê, e os dois ficaram apaixonados um pelo outro. Em 1968, treze anos depois de se conhecerem nos bastidores do Grand Ole Opry, Cash pediu June em casamento, durante uma apresentação ao vivo em Londres, Ontário. O casal se casou em 1º de março de 1968, em Franklin, Kentucky. Eles tiveram um filho juntos, John Carter Cash, nascido em 3 de março de 1970. Ele era o único filho de Johnny e June. Além de ter suas quatro filhas e John Carter, Cash também se tornou padrasto de Carlene e Rosie, filhas de June de seus dois primeiros casamentos, com, respectivamente, o cantor de honky-tonk Carl Smith, e ex-policial, jogador de futebol e ex-policial. motorista de carro Edwin "Rip" Nix. Cash e Carter continuaram a trabalhar, criar seus filhos, criar músicas e viajar juntos por 35 anos, até a morte de June, em maio de 2003. Ao longo do casamento, June tentou manter Cash longe das anfetaminas, muitas vezes tomando suas drogas e jogando-as no vaso sanitário. June permaneceu com ele mesmo durante suas múltiplas internações para tratamento de reabilitação e décadas de dependência de drogas. Após a morte de June em maio de 2003, Cash acreditou que sua única razão de viver era a música; ele morreu apenas quatro meses depois.

## Crenças religiosas
Cash foi criado por seus pais na fé cristã. Em 1944, ele se tornou cristão na Igreja Batista Central de Dyess, Arkansas e começou a cantar publicamente lá. 
Um cristão problemático, mas devoto,   Cash foi caracterizado como uma "lente através da qual podemos ver as contradições e desafios americanos".    Em 9 de maio de 1971, ele atendeu ao chamado de altar no Evangel Temple, uma congregação das Assembléias de Deus pastoreada por Jimmie R. Snow, com alcance para pessoas do mundo da música.
Cash escreveu um romance cristão, Man in White, em 1986, e na introdução escreve sobre um repórter que, interessado nas crenças religiosas de Cash, questionou se o livro foi escrito a partir de uma perspectiva batista, católica ou judaica. Cash respondeu: “Sou cristão. Não me coloque em outra caixa”.
Em meados da década de 1970, Cash e sua esposa, June, completaram um curso de estudo da Bíblia através do Christian International Bible College, culminando em uma peregrinação a Israel em novembro de 1978.:66 Naquela época, ele foi ordenado ministro e oficiou o casamento de sua filha. Ele cantou em várias conferências evangelísticas Billy Graham.  Em uma cruzada em Tallahassee em 1986, June e Johnny cantaram sua canção "Um desses dias, vou sentar e conversar com Paul". Numa apresentação no Arkansas em 1989, Johnny Cash falou aos participantes sobre seu compromisso com a salvação de traficantes de drogas e alcoólatras. Ele então cantou "Family Bible".
Ele gravou vários álbuns gospel e fez uma gravação falada de toda a Nova Versão King James do Novo Testamento. Cash declarou que era "o maior pecador de todos" e se considerava um homem complicado e contraditório.   como indicando que esse hábito refletia parcialmente a rebelião de Cash "contra nossas hipócritas casas de Deus. Consequentemente, Diz-se que Cash "conteve multidões" e foi considerado "o príncipe-filósofo da música country americana".
Cash é creditado por ter convertido o ator e cantor John Schneider ao cristianismo.
Perto do fim de sua vida, ele e sua esposa frequentaram a Primeira Igreja Batista em Hendersonville (Tennessee).

## Legado

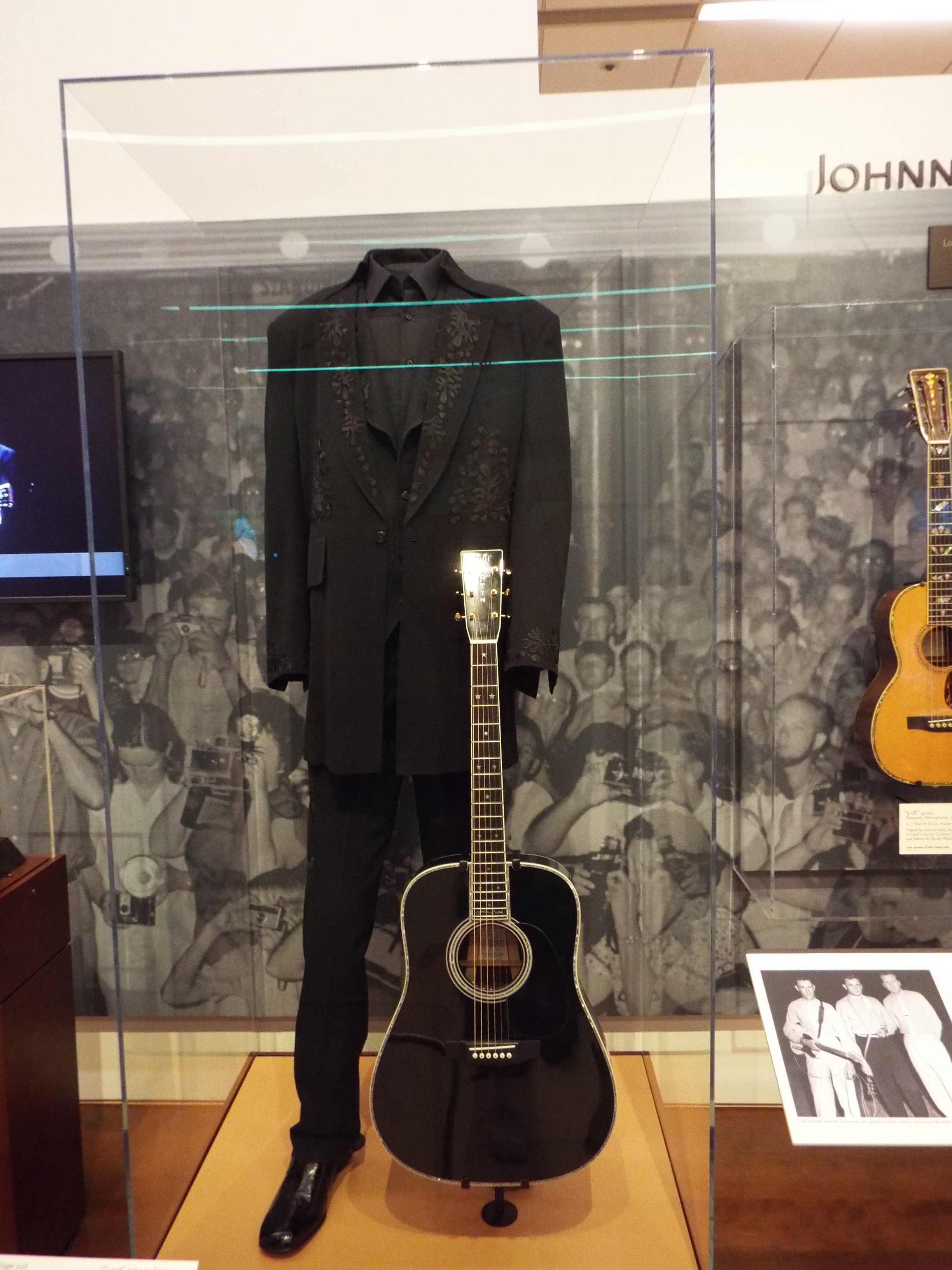
As roupas e o violão de Johnny Cash em exposição na Galeria de Artistas do Museu de Instrumentos Musicais de Phoenix

Cash alimentou e defendeu artistas (como Bob Dylan) à margem do que era aceitável na música country, mesmo servindo como o símbolo mais visível do establishment da música country. Em um show de estrelas que foi ao ar em 1999 na TNT, um grupo diversificado de artistas prestou-lhe homenagem, incluindo Dylan, Chris Isaak, Wyclef Jean, Norah Jones, Kris Kristofferson, Willie Nelson, Dom DeLuise e U2. O próprio Cash apareceu no final e se apresentou pela primeira vez em mais de um ano. Dois álbuns tributo foram lançados pouco antes de sua morte; Kindred Spirits contém obras de artistas consagrados, enquanto Dressed in Black contém obras de muitos músicos menos conhecidos.
No total, ele escreveu mais de 1 000 músicas e lançou dezenas de álbuns. Um box set intitulado Unearthed foi lançado postumamente. Incluía quatro CDs de material inédito gravado com Rubin, bem como um CD retrospectivo Best of Cash on American. O conjunto também inclui um livro de 104 páginas que discute cada faixa e apresenta uma das entrevistas finais de Cash.
Em 1999, Cash recebeu o Grammy Lifetime Achievement Award. Em 2004, a Rolling Stone classificou Cash em 31º lugar em sua lista dos "100 Maiores Artistas de Todos os Tempos" e em 21º lugar em sua lista dos "100 Maiores Cantores" em 2010. Em 2012, a Rolling Stone classificou o álbum ao vivo de Cash de 1968, At Folsom Prison, e o álbum de estúdio de 1994, American Recordings, em 88º  e 366º  em sua lista dos 500 melhores álbuns de todos os tempos.
Em reconhecimento ao seu apoio vitalício às Aldeias Infantis SOS, sua família convidou amigos e fãs para doarem ao Johnny Cash Memorial Fund em sua memória. Ele tinha uma ligação pessoal com a aldeia SOS em Dießen, no lago Ammersee, na Baviera, perto de onde estava estacionado como soldado, e com a aldeia SOS em Barrett Town, perto de Montego Bay, perto de sua casa de férias na Jamaica.
Em janeiro de 2006, a casa à beira do lago de Cash em Caudill Drive em Hendersonville foi vendida ao vocalista dos Bee Gees Barry Gibb e sua esposa Linda por US$ 2,3 milhões. No dia 10 de abril de 2007, durante grandes reformas realizadas na Gibb, ocorreu um incêndio na casa, que se espalhou rapidamente devido ao uso de preservativo de madeira inflamável. O prédio foi completamente destruído.
Uma das últimas colaborações de Cash com o produtor Rick Rubin, American V: A Hundred Highways, foi lançada postumamente em 4 de julho de 2006. O álbum estreou em primeiro lugar na parada de álbuns Billboard Top 200 na semana que terminou em 22 de julho de 2006. Em 23 de fevereiro de 2010, três dias antes do que seria o 78º aniversário de Cash, a Cash Family, Rick Rubin e a Lost Highway Records lançaram seu segundo disco póstumo, intitulado American VI: Ain't No Grave.
A rua principal de Hendersonville, Tennessee, Highway 31E, é conhecida como "Johnny Cash Parkway". O Johnny Cash Museum, localizado em uma das propriedades de Cash em Hendersonville até 2006, apelidada de House of Cash, foi vendido com base no testamento de Cash. Antes disso, fechado há vários anos, o museu apareceu no videoclipe de Cash para "Hurt". A casa posteriormente pegou fogo durante a reforma do novo proprietário. Um novo museu, fundado por Shannon e Bill Miller, foi inaugurado em 26 de abril de 2013, no centro de Nashville.
De 2 a 4 de novembro de 2007, o Johnny Cash Flower Pickin' Festival foi realizado em Starkville, Mississippi, onde Cash havia sido preso mais de 40 anos antes e mantido durante a noite na prisão da cidade em 11 de maio de 1965. O incidente inspirou Cash a escrever a música "Starkville City Jail". O festival, onde lhe foi oferecido um perdão póstumo simbólico, homenageou a vida e a música de Cash e esperava-se que se tornasse um evento anual.
JC Unit One, o ônibus de turnê privado de Johnny Cash de 1980 a 2003, foi exibido no Rock and Roll Hall of Fame and Museum em Cleveland, Ohio, em 2007. O museu oferece passeios públicos de ônibus sazonalmente (ele fica armazenado durante o inverno e não é exibido nessa época).
Um selo Forever de edição limitada em homenagem a Cash foi colocado à venda em 5 de junho de 2013. O selo apresenta uma foto promocional de Cash tirada por volta do lançamento de Ring of Fire: The Best of Johnny Cash em 1963.
Em 14 de outubro de 2014, a cidade de Folsom revelou ao público a fase 1 da trilha Johnny Cash com uma cerimônia de inauguração e inauguração com a presença de Rosanne Cash. Ao longo da trilha, oito peças de arte pública grandiosas contarão a história de Johnny Cash, sua conexão com a prisão de Folsom e sua carreira musical épica. O Johnny Cash Trail apresenta arte selecionada por um comitê que incluía Cindy Cash, 2 acres do Legacy Park, e mais de 4,8km de ciclovia multiuso classe I. Os artistas responsáveis pelas esculturas são Romo Studios, LLC, com sede em Sacramento, e o Fine Art Studio de Rotblatt Amrany, de Illinois.
Em 2015, uma nova espécie de tarântula negra foi identificada perto da prisão de Folsom e denominada Aphonopelma johnnycashi em sua homenagem.
Em 2016, o time de beisebol da Nashville Sounds Minor League adicionou a "Country Legends Race" ao entretenimento entre os turnos. No meio do quinto turno, pessoas em trajes de caricatura de espuma representando Cash, bem como George Jones, Reba McEntire e Dolly Parton, correm ao redor da pista de alerta no First Horizon Park, do campo central até o lado da home plate do primeiro abrigo de base.
Em 8 de fevereiro de 2018, foi anunciado o álbum Forever Words, musicando poemas que Cash havia escrito e que foram publicados em livro em 2016
A casa de infância de Johnny Cash em Dyess foi listada no Registro Nacional de Locais Históricos em 2 de maio de 2018, como "Fazenda No. 266, Casa de Infância de Johnny Cash ".
O Arkansas Country Music Awards homenageou o legado de Johnny Cash com o prêmio pelo conjunto de sua obra em 3 de junho de 2018. A cerimônia foi realizada na mesma data, que foi uma noite de segunda-feira na Universidade de Arkansas em Little Rock, em Little Rock, Arkansas. As nomeações ocorreram no início de 2018.
Em 2019, Sheryl Crow lançou um dueto com Cash em sua música "Redemption Day" de seu último álbum Threads. Crow, que originalmente escreveu e gravou a música em 1996, gravou novos vocais e os adicionou aos de Cash, que gravou a música para seu álbum American VI: Ain't No Grave.
Em abril de 2019, foi anunciado que o estado de Arkansas colocaria uma estátua de Cash no National Statuary Hall em um esforço para representar a história moderna do Arkansas. O governador do Arkansas, Asa Hutchinson, afirmou que as contribuições de Cash para a música fizeram dele uma figura apropriada para contar a história do estado.

### Representações
O cantor country Mark Collie interpretou Cash no premiado curta-metragem de 1999 de John Lloyd Miller, I Still Miss Someone.
Em novembro de 2005, Walk the Line, um filme biográfico sobre a vida de Cash, foi lançado nos Estados Unidos com considerável sucesso comercial e aclamação da crítica. O filme contou com Joaquin Phoenix como Johnny (pelo qual foi indicado ao Oscar de Melhor Ator) e Reese Witherspoon como June (pelo qual ganhou o Oscar de Melhor Atriz). Phoenix e Witherspoon também ganharam o Globo de Ouro de Melhor Ator em Musical ou Comédia e Melhor Atriz em Musical ou Comédia, respectivamente. Ambos executaram seus próprios vocais no filme (com sua versão de "Jackson" sendo lançada como single), e Phoenix aprendeu a tocar guitarra para o papel. Phoenix recebeu um Grammy por suas contribuições para a trilha sonora. John Carter Cash, filho de Johnny e June, atuou como produtor executivo.
Em 12 de março de 2006, Ring of Fire, um musical jukebox da obra de Cash, estreou na Broadway no Ethel Barrymore Theatre, mas foi fechado devido a críticas duras e vendas decepcionantes em 30 de abril. Million Dollar Quartet, um musical que retrata as primeiras sessões de gravação da Sun envolvendo Cash, Elvis Presley, Jerry Lee Lewis e Carl Perkins, estreou na Broadway em 11 de abril de 2010. O ator Lance Guest interpretou Cash. O musical foi indicado a três prêmios no Tony Awards de 2010 e ganhou um.
Robert Hilburn, veterano crítico de música pop do Los Angeles Times, o jornalista que acompanhou Cash em sua turnê na prisão de Folsom em 1968, e entrevistou Cash muitas vezes ao longo de sua vida, incluindo meses antes de sua morte, publicou uma biografia de 688 páginas com 16 páginas de fotografias em 2013 . Diz-se que a biografia meticulosamente relatada preencheu 80% da vida de Cash que era desconhecida, incluindo detalhes sobre as batalhas de Cash contra o vício e a infidelidade.

## Prêmios e honras

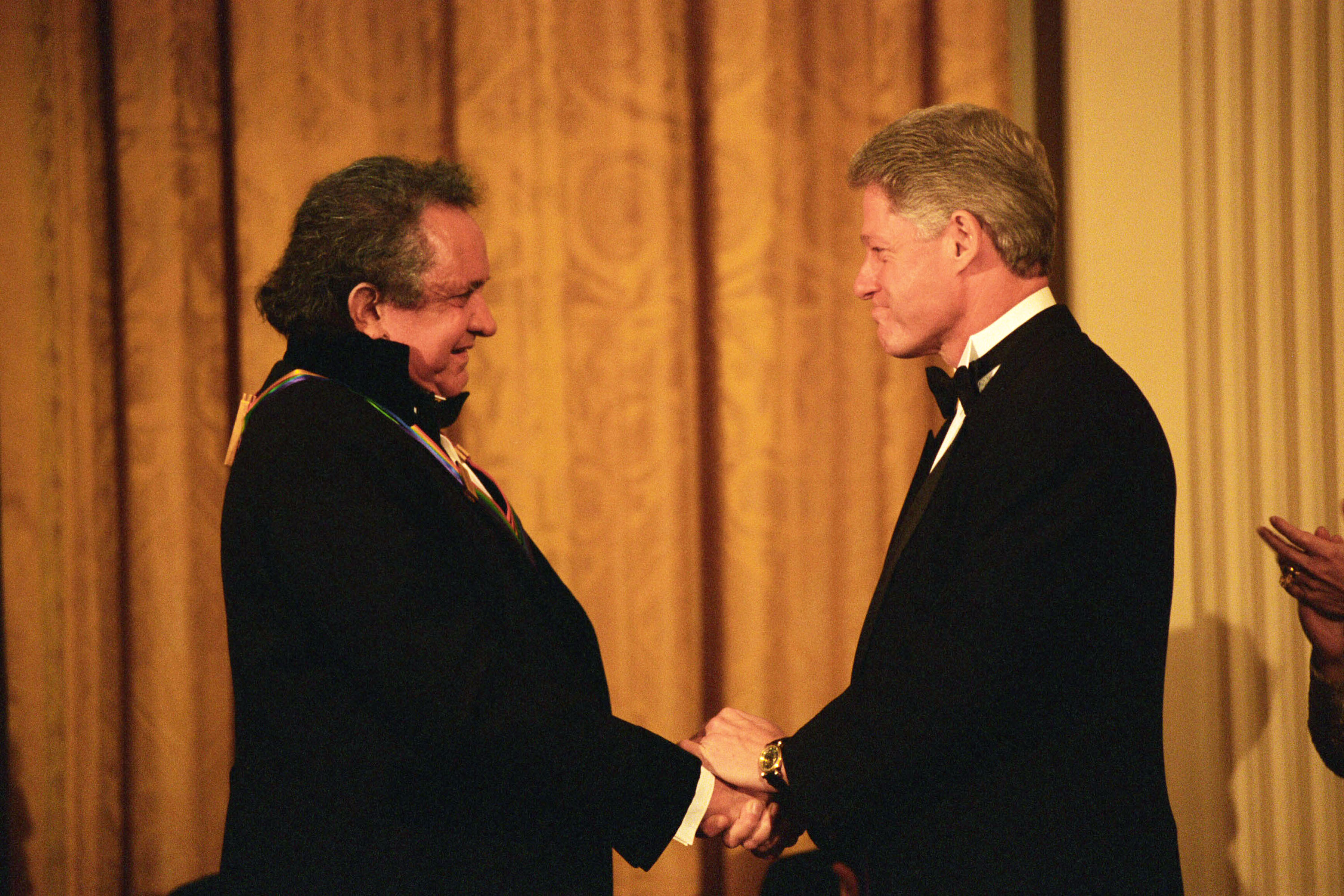
O Presidente dos Estados Unidos Clinton aperta a mão de Johnny Cash na recepção em homenagem aos Premiados do Kennedy Center de 1996

Cash recebeu vários Country Music Association Awards, Grammys e outros prêmios, em categorias que vão desde performances vocais e faladas até notas de álbuns e vídeos. Numa carreira que durou quase cinco décadas, Cash foi a personificação da música country para muitas pessoas ao redor do mundo. Cash era um músico que não se definia por um único gênero. Ele gravou músicas que poderiam ser consideradas rock and roll, blues, rockabilly, folk, e gospel, e exerceu influência em cada um desses gêneros.

Se houvesse um hall da fama pela criação de personagens grandiosos, Cash sem dúvida também teria sido eleito para ele. Sua canção "Man in Black", de 1971, codificou uma imagem que o cantor havia assumido naturalmente por mais de quinze anos. Parte pregador rural, parte fora da lei Robin Hood, ele era um profeta operário que, vestido em total contraste com os strass brilhantes e a psicodelia cintilante da época, falava a verdade ao poder.

—Johnny Cash: Relembrando a Lenda Incomparável do Country, Rock and Roll, Rolling Stone.
Sua diversidade foi evidenciada por sua presença em cinco grandes halls da fama: o Nashville Songwriters Hall of Fame (1977), o Country Music Hall of Fame (1980), o Rock and Roll Hall of Fame (1992), o Gospel Music Hall do GMA da Fama (2010) e o Hall da Fama da Música de Memphis (2013). Marcando sua morte em 2003, a Rolling Stone afirmou que, além de Elvis Presley, Cash foi o único artista incluído como intérprete no Country Music Hall of Fame e no Rock and Roll Hall of Fame.
Suas contribuições ao gênero foram reconhecidas pelo Rockabilly Hall of Fame. Cash recebeu o Kennedy Center Honors em 1996 e afirmou que sua introdução no Country Music Hall of Fame em 1980 foi sua maior conquista profissional. Em 2001, foi agraciado com a Medalha Nacional das Artes. "Hurt" foi indicado a seis VMAs no MTV Video Music Awards de 2003. O único VMA que o vídeo ganhou foi o de Melhor Fotografia. Com o vídeo, Johnny Cash se tornou o artista mais velho já indicado ao MTV Video Music Award. Justin Timberlake, que ganhou o prêmio de Melhor Vídeo daquele ano por "Cry Me a River", disse em seu discurso de agradecimento: "Isso é uma farsa! Exijo uma recontagem. Meu avô me criou com Johnny Cash, e acho que ele merece isso mais do que qualquer um de nós aqui esta noite."

## Discografia
Álbuns de estúdio
- Johnny Cash with His Hot and Blue Guitar! (1957)
- The Fabulous Johnny Cash (1958)
- Hymns by Johnny Cash (1959)
- Songs of Our Soil (1959)
- Now, There Was a Song! (1960)
- Ride This Train (1960)
- Hymns from the Heart (1962)
- The Sound of Johnny Cash (1962)
- Blood, Sweat and Tears (1963)
- The Christmas Spirit (1963)
- Keep on the Sunny Side (com a Família Carter) (1964)
- I Walk the Line (1964)
- Bitter Tears: Ballads of the American Indian (1964)
- Orange Blossom Special (1965)
- Johnny Cash Sings the Ballads of the True West (1965)
- Everybody Loves a Nut (1966)
- Happiness Is You (1966)
- Carryin' On with Johnny Cash and June Carter (com June Carter) (1967)
- From Sea to Shining Sea (1968)
- The Holy Land (1969)
- Hello, I'm Johnny Cash (1970)
- Man in Black (1971)
- A Thing Called Love (1972)
- America: A 200-Year Salute in Story and Song (1972)
- The Johnny Cash Family Christmas (1972)
- Any Old Wind That Blows (1973)
- Johnny Cash and His Woman (com June Carter Cash) (1973)
- Ragged Old Flag (1974)
- The Junkie and the Juicehead Minus Me (1974)
- The Johnny Cash Children's Album (1975)
- Johnny Cash Sings Precious Memories (1975)
- John R. Cash (1975)
- Look at Them Beans (1975)
- One Piece at a Time (1976)
- The Last Gunfighter Ballad (1977)
- The Rambler  (1977)
- I Would Like to See You Again (1978)
- Gone Girl (1978)
- Silver  (1979)
- A Believer Sings the Truth (1979)
- Johnny Cash Sings with the BC Goodpasture Christian School (1979)
- Rockabilly Blues (1980)
- Classic Christmas (1980)
- The Baron (1981)
- The Adventures of Johnny Cash (1982)
- Johnny 99 (1983)
- Highwayman (com Waylon Jennings, Willie Nelson e Kris Kristofferson) (1985)
- Rainbow (1985)
- Heroes (com Waylon Jennings) (1986)
- Class of '55 (com Roy Orbison, Jerry Lee Lewis e Carl Perkins) (1986)
- Believe in Him (1986)
- Johnny Cash Is Coming to Town (1987)
- Classic Cash: Hall of Fame Series (1988)
- Water from the Wells of Home (1988)
- Boom Chicka Boom (1990)
- Highwayman 2 (com Waylon Jennings, Willie Nelson e Kris Kristofferson) (1990)
- The Mystery of Life (1991)
- Country Christmas (1991)
- American Recordings (1994)
- The Road Goes On Forever (com Waylon Jennings, Willie Nelson e Kris Kristofferson) (1995)
- Unchained (também conhecido como American II: Unchained) (1996)
- American III: Solitary Man (2000)
- American IV: The Man Comes Around (2002)
- Unearthed  (2004)
- American V: A Hundred Highways (2006)
- American VI: Ain't No Grave (2010)
- Out Among the Stars (2014)
- Songwriter (2024)

## Filmografia
| Ano  | Título                         | Papel                 | Notas                                 |
| ---- | ------------------------------ | --------------------- | ------------------------------------- |
| 1961 | Five Minutes to Live           | Johnny Cabot          | Também intitulado Door-To-Door Maniac |
| 1967 | The Road to Nashville          | Ele mesmo             |                                       |
| 1971 | A Gunfight                     | Abe Cross             |                                       |
| 1973 | Gospel Road: A Story of Jesus  | Narrador/Ele mesmo    |                                       |
| 1983 | Kairei                         | Uncle John            | Filme japonês                         |
| 1994 | Gene Autry, Melody of the West | Narrador              | Documentário; Dublagem                |
| 2003 | The Hunted                     | Narrador              | Dublagem                              |
| 2014 | The Winding Stream             | Assunto da entrevista | Documentário; Arquivo de imagens      |

### Televisão
| Ano       | Título                                                      | Papel                                 | Notas                                                                                       |
| --------- | ----------------------------------------------------------- | ------------------------------------- | ------------------------------------------------------------------------------------------- |
| 1959      | Shotgun Slade                                               | Sheriff                               | Episódio: "The Stalkers"                                                                    |
| 1959      | Wagon Train                                                 | Frank Hoag                            | Episódio: "The C.L. Harding Story                                                           |
| 1960      | The Rebel                                                   | Pratt                                 | Episódio: "The Death of Gray"                                                               |
| 1961      | The Deputy                                                  | Bo Braddock                           | Episódio: "The Deathly Quiet"                                                               |
| 1969–1971 | The Johnny Cash Show                                        | Ele mesmo – apresentador e intérprete | 58 episódios                                                                                |
| 1970      | NET Playhouse                                               | John Ross                             | Episódio: "Trail of Tears"                                                                  |
| 1970      | The Partridge Family                                        | Variety Show Host                     | Episódio: "What? Get Out of Show Business?"                                                 |
| 1973–1992 | Sesame Street                                               | Ele mesmo                             | 4 episódios                                                                                 |
| 1974–1988 | Hee Haw                                                     | Ele mesmo                             | 4 episódios                                                                                 |
| 1974      | Columbo                                                     | Tommy Brown                           | Episódio: "Swan Song"                                                                       |
| 1974      | Johnny Cash Ridin' the Rails—The Great American Train Story | Ele mesmo                             |                                                                                             |
| 1976      | Johnny Cash and Friends                                     | Ele mesmo                             | 4 episódios                                                                                 |
| 1976      | Little House on the Prairie                                 | Caleb Hodgekiss                       | Episódio: "The Collection"                                                                  |
| 1976–1985 | Especiais de Johnny Cash (vários títulos)                   | Ele mesmo                             | 15 especiais                                                                                |
| 1978      | Thaddeus Rose and Eddie                                     | Thaddeus Rose                         | Filme para TV                                                                               |
| 1978      | Steve Martin: A Wild and Crazy Guy                          | Ele mesmo                             | Especial para TV                                                                            |
| 1980      | The Muppet Show                                             | Ele mesmo                             | Episódio: "#5.21"                                                                           |
| 1981      | The Pride of Jesse Hallam                                   | Jesse Hallam                          | Filme para TV                                                                               |
| 1982      | Saturday Night Live                                         | Ele mesmo                             | Episódio: "Johnny Cash/Elton John"                                                          |
| 1983      | Murder in Coweta County                                     | Lamarr Potts                          | Filme para TV; Produtor                                                                     |
| 1984      | The Baron and the Kid                                       | The Baron Will                        | Filme para TV                                                                               |
| 1985      | North and South                                             | John Brown                            | 6 episódios                                                                                 |
| 1986      | The Last Days of Frank and Jesse James                      | Frank James                           | Filme para TV                                                                               |
| 1986      | Stagecoach                                                  | Curly Wilcox                          | Filme para TV                                                                               |
| 1988      | The Magical World of Disney                                 | Davy Crockett                         | Episódio: "Rainbow in the Thunder"                                                          |
| 1993–1997 | Dr. Quinn, Medicine Woman                                   | Kid Cole                              | 4 episódios                                                                                 |
| 1996      | Renegade                                                    | Henry Travis                          | Episódio: "The Road Not Taken"                                                              |
| 1997      | The Simpsons                                                | Space Coyote                          | Episódio: "El Viaje Misterioso de Nuestro Jomer (The Mysterious Voyage of Homer)"; Dublagem |
| 1998      | All My Friends Are Cowboys                                  | Ele mesmo                             | Especial para TV                                                                            |
| 2014      | Johnny Cash: The Man, His World, His Music                  | Ele mesmo                             | Filme para TV; Documentário biográfico da BBC por Robert Elfstrom; Arquivo de imagens       |

## Trabalhos publicados
- Man in Black: His Own Story in His Own Words, Zondervan, 1975; ISBN 99924-31-58-X
- Man in White, a novel about the Apostle Paul, HarperCollins, 1986; ISBN 0-06-250132-1
- Cash: The Autobiography, with Patrick Carr, HarperCollins, 1997; ISBN 978-0-06-101357-7[190]
- Johnny Cash Reads the New Testament, Thomas Nelson, 2011; ISBN 978-1-4185-4883-4[191]
- Recollections by Johnny Cash, edited by daughter Tara, 2014; ISBN 978-0-930677-03-9
- The Man Who Carried Cash: Saul Holiff, Johnny Cash, and the Making of an American Icon by Julie Chadwick, Dundurn Press, 2017; ISBN 978-1-459737-23-5

### Leitura Adicional
- Antonio D'Ambrosio, A Heartbeat and a Guitar: Johnny Cash and the Making of Bitter Tears, New York/New York, Perseus Books/Nation Books, 2009, ISBN 978-1-56858-637-3 (pb)
- Robert Hilburn, Johnny Cash: The Life, Back Bay Books, New York: Little Brown and Company, 2013, ISBN 978-0-316-19474-7 (pb)
- Jonathan Silverman, Nine Choices: Johnny Cash and American Culture, Amherst: University of Massachusetts, 2010, ISBN 1-55849-826-5
- Graeme Thomson, The Resurrection of Johnny Cash: Hurt, Redemption, and American Recordings, Jawbone Press, ISBN 978-1-906002-36-7
- Christopher S. Wren, Johnny Cash: Winners Got Scars, Too, Abacus Editions, ISBN 0-349-13740-4